# Adventure Time
Adventure Time (tiếng Việt: Giờ phiêu lưu) là loạt phim hoạt hình giả tưởng của Mỹ sáng tác bởi Pendleton Ward cho kênh Cartoon Network. Phim là sự hợp tác sản xuất giữa Frederator Studios và Cartoon Network Studios. Loạt phim xoay quanh cuộc phiêu lưu của một cậu bé tên là Finn (lồng tiếng bởi Jeremy Shada) cùng với anh trai nuôi tên Jake (John DiMaggio)— một chú chó có sức mạnh ma thuật giúp cậu có khả năng thay đổi kích thước và hình dáng tùy theo ý muốn. Finn và Jake ở cùng nhau tại xứ Ooo thời kỳ hậu tận thế; nơi họ sống chung với nhiều nhân vật khác như Công chúa Kẹo cao su (Hynden Walch), Vua Băng (Tom Kenny), Marceline (Olivia Olson), BMO (Niki Yang) và Huntress Wizard( Jenny Slate)
Loạt phim này dựa trên một đoạn phim ngắn sản xuất năm 2007 cho dự án phim hoạt hình được ấp ủ của Nicktoons và Frederator Studios tên là Random! Cartoons. Sau khi đoạn phim ngắn này trở thành một hiện tượng lan truyền trên Internet, hãng Cartoon Network đã đặt mua trọn bộ của loạt phim này và kiểm định trước vào ngày 11 tháng 3 năm 2010. Phim chính thức được công chiếu trên Cartoon Network từ ngày 5 tháng 4 năm 2010 và kết thức vào ngày 3 tháng 9 năm 2018.
Bộ phim lấy ý tưởng từ nhiều nguồn khác nhau, bao gồm cả trò chơi nhập vai giả tưởng Ngục tối và Rồng cùng các trò chơi video khác. Phim được sản xuất bằng phương pháp hoạt họa vẽ thủ công bằng tay; hành động và hội thoại của những tập phim được quyết định bởi nhiều họa sĩ biên kịch dựa trên các phác thảo sơ bộ. Vì mỗi tập phim cần từ 8 đến 9 tháng để hoàn thành, nhiều tập phim được sản xuất đồng thời song song với nhau. Các diễn viên lồng tiếng chia thành từng nhóm để ghi âm, và thỉnh thoảng có thêm sự xuất hiện của các khách mời cho một số nhân vật phụ. Mỗi tập kéo dài khoảng 11 phút; 2 tập phim thường được ghép cặp để chiếu trong khung giờ nửa tiếng đồng hồ. Ngày 29 tháng 9 năm 2016, Cartoon Network thông báo phim sẽ kết thúc vào năm 2018, sau khi phát sóng mùa thứ 10 của bộ phim. Tập cuối chiếu vào ngày 3 tháng 9 năm 2018. Ngày 23 tháng 10 năm 2019, 4 tập đặc biệt, với tựa đề Adventure Time: Distant Lands, được thông báo chỉ phát sóng độc quyền trên kênh HBO Max, lần lượt vào ngày 25 tháng 6 năm 2020 và ngày 19 tháng 11 năm 2020.
Adventure Time được nhận xét là sản phẩm thành công của Cartoon Network cùng 1 số tập phim thu hút hơn 3 triệu lượt xem; mặc dù đối tượng xem nhắm tới chủ yếu là trẻ em, bộ phim đã chiếm được tình cảm của một bộ phận khán giả tuổi teen và người lớn. Loạt phim nhận được rất nhiều đánh giá tích cực cùng nhiều giải thưởng bao gồm 8 giải Primetime Emmy, giải Peabody, 3 giải Annie, 2 giải British Academy Children, giải Motion Picture Sound Editors , và giải Kerrang! . Loạt phim còn nhận 3 đề cử cho giải Critics' Choice Television, 2 đề cử ở Liên hoan phim hoạt hình quốc tế Annecy , 1 đề cử cho giải Television Critics Asociation, và 1 đề cử ở Liên hoan phim Sundance, cùng nhiều đề cử khác. Trong số các quyển tiểu thuyết spin-offs của bộ phim, một quyển đã thắng giải Eisner và 2 giải Harvey. Bộ phim còn lưu hành nhiều sản phẩm thương mại đã đăng ký nhãn hiệu khác như sách, trò chơi điện tử và quần áo.

## Mở đầu
Adventure Time kể về cuộc phiêu lưu của một cậu bé con người tên Finn (lồng tiếng bởi Jeremy Shada), cùng Jake (John DiMaggio), người bạn thân nhất và cũng là anh nuôi của cậu, là một chú chó có phép thuật thay đổi hình dạng và kích thước theo ý muốn. Tác giả của bộ truyện, Pendleton Ward đã mô tả Finn là một "đứa bé bốc đồng, không biết sợ với tinh thần bảo vệ lẽ phải mạnh mẽ". Mặt khác, Jake lại dựa trên nhân vật Tripper Harrison của Bill Murray trong bộ phim Meatballs. Điều này đồng nghĩa với việc Jake phần nào đó khá vô tư, dù vậy cậu vẫn sẽ "ngồi xuống với [Finn] và đưa ra những lời khuyên sâu sắc khi cậu thực sự cần chúng". Finn cùng Jake sống ở Xứ Ooo (Land of Ooo) lấy bối cảnh hậu tận thế, nơi này bị tàn phá sau một sự kiện gọi là "Cuộc chiến nấm" (Mushroom War), chiến tranh hạt nhân đã phá hủy nền văn minh nhân loại một ngàn năm trước thời điểm của câu chuyện. Xuyên suốt bộ phim, Finn và Jake giao lưu với nhiều nhân vật khácnhư Công chúa kẹo cao su (Hynden Walch), lãnh đạo tối cao của Vương quốc kẹo (Candy Kingdom) và là một mẩu kẹo cao su có tri giác; Vua Băng (Tom Kenny), một pháp sư băng nhưng thường bị hiểu lầm là mối đe dọa với người khác; Nữ hoàng ma cà rồng Marceline (Olivia Olson), một nữ ma cà rồng đã một ngàn năm tuổi đồng thời là một "con nghiện" nhạc Rock; Công chúa bướu (Pendleton Ward), một công chúa đỏng đảnh luôn bi kịch hóa mọi thứ lên làm từ "một cục bướu"; BMO (Niki Yang), một robot có tri giác mang hình dạng máy chơi điện tử cầm tay sống chung với Finn cùng Jake; và Công chúa Lửa (Jessica DiCicco), một nguyên tố lửa và là người cai trị Vương quốc lửa (Fire Kingdom).:346

## Phát triển

### Ý tưởng và sáng tạo

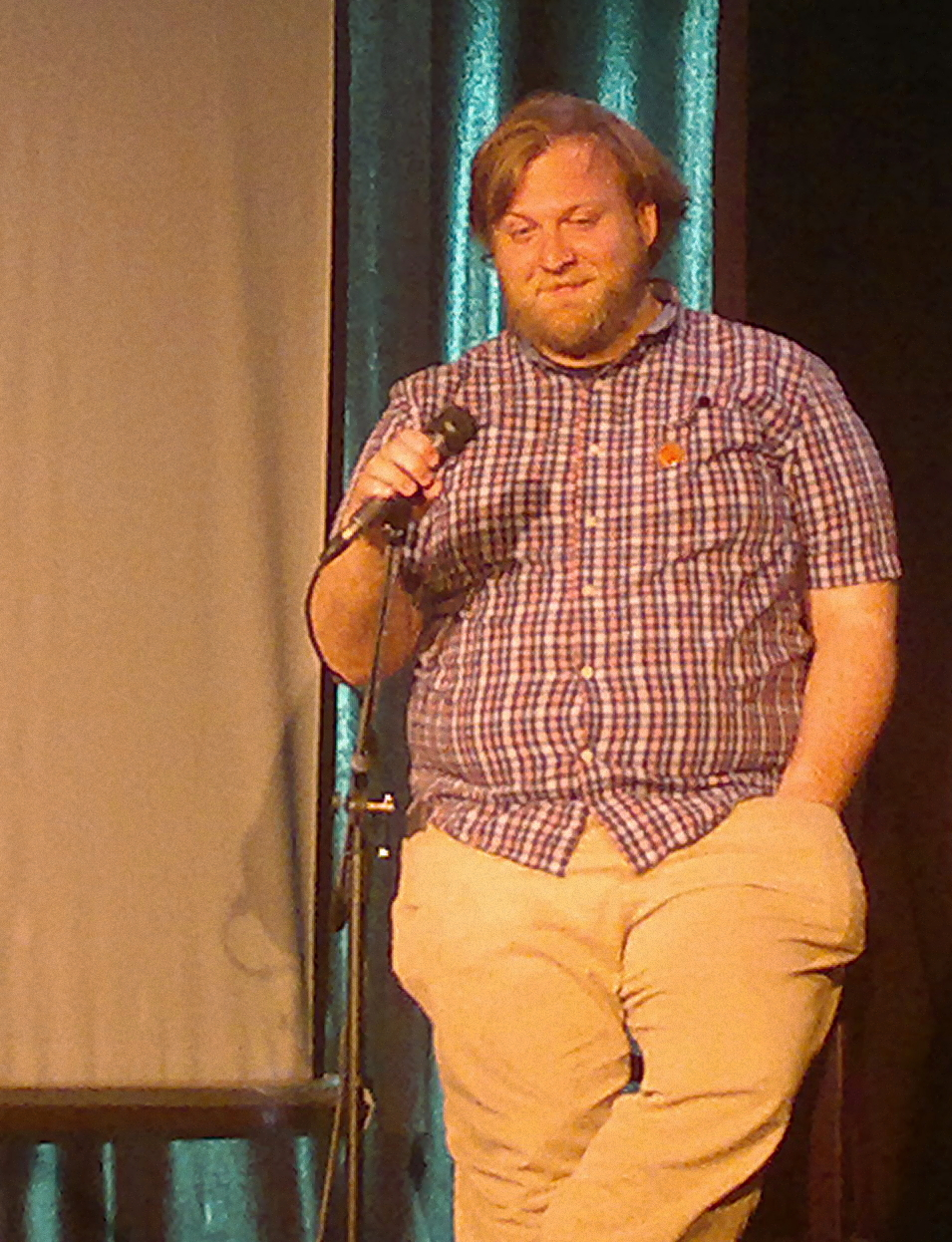
Pendleton Ward, tác giả của bộ phim

Theo lời tác giả bộ phim, Pendleton Ward, phong cách của tác phẩm bị ảnh hưởng bởi thời gian ông theo học tại Học viện nghệ thuật California (CalArts) và kinh nghiệm của mình khi làm việc với vai trò biên kịch kiêm họa sĩ vẽ bảng phân cảnh trong The Marvelous Misadventures of Flapjack, loạt phim hoạt hình chiếu trên Cartoon Network từ năm 2008 đến năm 2010. Trong cuộc phỏng vấn với Animation World Network, Ward nói rằng mình đã cố gắng kết hợp yếu tố hài hước mang tính cách mạng của Adventure Time với những khoảnh khắc "tuyệt đẹp", sử dụng cảm hứng từ bộ phim My Neighbor Totoro của Hayao Miyazaki cho thành tố phía sau. Ward còn nhắc đến ảnh hướng khác từ Home Movies và Dr. Katz, Professional Therapist, chủ yếu vì sự "thư giãn" và chứa nhiều "đoạn hội thoại tự nhiên mà không bị làm quá lên hay nặng yếu tố hoạt hình hoặc chói tai" ("conversational dialogue that feels natural [and is neither] over the top [nor] cartoony and shrill").
Bộ phim bắt nguồn từ một phim hoạt hình ngắn dài 7 phút cùng tên (phim này về sau được xem là tập chiếu thử đầu tiên của phim - post facto). Ward hoàn toàn tự mình sáng tạo ra tập phim ngắn đó, và hoàn tất phần sản xuất vào đầu năm 2006. Phim này được chiếu lần đầu trên Nicktoons Network vào ngày 11 tháng 1 năm 2007,:24 và phát lại như là một phần trong tuyển tập Random! Cartoons của Frederator Studios vào ngày 7 tháng 12 năm 2008. Sau lần công chiếu đầu tiên đó, video trở thành một hiện tượng trên Internet.:25 Frederator Studios sau đó đề cử loạt phim Adventure Time lên Nicktoons Network, nhưng bị từ chối tới năm lần. Khi bản quyền của Nicktoons với bộ phim hết hạn, Frederator—hãng sản xuất phim ngắn Adventure time—đã để xuất bộ phim với những kênh truyền hình khác.:32 Một trong số đó có Cartoon Network, kênh này đã bày tỏ sự hứng thú với việc sản xuất loạt phim, nhưng buộc Ward phải cam kết chứng mình rằng phim ngắn mình sản xuất không chỉ là một sản phẩm one-hit wonder". Rob Sorcher, giám đốc nội dung của Cartoon Network, đã dùng ảnh hưởng của mình để thuyết phục hãng cho bộ phim một cơ hội; ông nhận thấy ở phim này "có gì đó rất phiêu lưu ... mang đậm tính tiểu thuyết [và] mới lạ" ("something that felt really indie ... comic book-y [and] new").:32
Cartoon Network đã yêu cầu Ward nộp bản thảo nháp để xem xét, nhưng thay vào đó Frederator đã thuyết phục ông phác thảo sơ lược kịch bản, bởi "nó sẽ cung cấp cái nhìn tốt hơn những gì đang diễn ra trong đầu Pen", theo lời kể từ phó chủ tịch Eric Homan của Frederator. Ward cùng người bạn thời sinh viên Patrick McHale và Adam Muto (người từng đảm nhiệm vai trò biên kịch, họa sĩ phân cảnh, và đạo diễn sáng tạo cho bộ phim trong vài mùa đầu, trong khi người thứ hai đảm nhiệm những vị trí trên trước khi trở thành nhà sản xuất của phim) bắt đầu lên ý tưởng, vừa tập trung "giữ lại những gì tốt đẹp của phim gốc [nhưng đồng thời] cải thiện chúng" ("keep[ing] the good things about the original short [while also] improv[ing] on" them).:83 Sản phẩm đầu tiên của nhóm là kịch bản về Finn và Công chúa kẹo cao su trong cuộc hẹn spaghetti-supper date. Cartoon Network đã không thỏa mãn với cốt truyện này, do đó Ward, McHale, cùng Muto viết lại câu chuyện thành tập phim "The Enchiridion!", một nỗ lực của họ trong việc tái tạo lại phong cách của phim ngắn gốc từng chiếu trên Nicktoons. Chiến thuật này tỏ ra hiệu quả, và Cartoon Network đã chấp thuận mùa thứ nhất vào tháng 9 năm 2008. "The Enchiridion!" là tập đầu tiên được sản xuất.
Ward cùng nhóm sản xuất bắt đầu làm bảng phân cảnh cho các tập phim đồng thời biên soạn kịch bản, nhưng Cartoon Network vẫn băn khoăn về hướng phát triển của loạt phim mới này. McHale sau này hồi tưởng lại trong lần đề cử tập phim "Brothers in Insomnia" (đã bị hủy vì nhiều lí do), tràn ngập căn phòng hôm đó toàn các điều hành viên của Cartoon Network. Buổi đề cử đã thành công, nhưng đoàn sản xuất ngay sau đó bị nhấn chìm trong các câu hỏi về tính nghệ thuật của bộ phim. Cũng trong khoảng thời gian này, Cartoon Network đã đình chỉ việc sản xuất bộ phim để giải quyết các vấn đề sáng tạo nêu trên.:110 Một số các nhà biên kịch và hoạt họa sĩ bị ban quản lí Cartoon Network thay thế bằng ba nhà hoạt họa kì cựu của SpongeBob SquarePants: Derek Drymon (đảm nhiệm vai trò điều hành sản xuất cho mùa một của Adventure Time), Merriwether Williams (đảm nhiệm vai trò trưởng nhóm biên tập truyện cho mùa 1 và 2 của phim), và Nick Jennings (người trở thành đạo diễn nghệ thuật lâu dài cho bộ phim).:110:35 Đặc biệt là Drymon, người đóng vai trò trọng yếu trong việc đảm bảo Cartoon Network và đoàn làm phim luôn cùng nắm rõ hướng đi của bộ phim.:110 Thurop Van Orman, tác giả của The Marvelous Misadventures of Flapjack, được thuê để hướng dẫn Ward và nhóm của ông trong 2 mùa đầu tiên.:40 Cốt truyện của "Prisoners of Love" đã xoa dịu nhiều lo lắng mà một số giám sát của Cartoon Network từng bộc lộ.
Trong quá trình sản xuất mùa một, nhiều họa sĩ được thêm vào nhóm. Dan "Ghostshrimp" Bandit, một họa sĩ tự do từng viết kịch bản cho Flapjack, được thuê làm trưởng nhóm thiết kế cảnh nền cho phim; Ward muốn anh dựng cảnh nền sao cho bộ phim như đang "diễn ra trong thế giới của 'Ghostshrimp'". Ghostshrimp thiết kế các bối cảnh chính trong phim, bao gồm căn nhà cây của Finn và Jake, Vương quốc kẹo, và Vương quốc băng. Chủ nhiệm phần thiết kế nhân vật được trao cho Phil Rynda, người nắm vị trí này trong 2 mùa rưỡi. Hầu hết các nhóm trưởng của đoàn làm phim (bao gồm Ward và McHale) ban đầu từng do dự khi đưa anh tham gia cùng đội sản xuất, nhưng họ bị thuyết phục bởi đạo diễn Larry Leichliter, người đảm bảo rằng Rynda có đủ tài năng để có thể vẽ theo nhiều phong cách khác nhau.:47 Khi các nhà sản xuất chấp thuận, Rynda nhanh chóng bắt đầu thiết kế các nhân vật đơn giản nhưng vẫn hòa hợp với "phong cách mĩ thuật tự nhiên của Pen".:83 Cùng trong khoảng thời gian này, Rynda và McHale bắt đầu phác thảo hướng dẫn nghệ thuật cho loạt phim, nhằm giữ cho phong cách hoạt họa nhất quán với nhau.:48 Với việc nhiều vị trí trưởng nhóm sản xuất đã có người đảm nhiệm, Ward chuyển sự chú ý của mình về việc chọn lựa họa sĩ biên kịch cho mùa thứ nhất. Ông tạo ra nhóm bao gồm phần lớn "những người trẻ tuổi hơn, ít kinh nghiệm", nhiều người trong đó ông tìm thấy trên mạng Internet.:41 Trong số này, có nhiều người từng có kinh nghiệm trong mảng tiểu thuyết độc lập, và Ward gọi họ là "những người rất thông minh" ("really smart, smartypants people") và để nhóm này chịu trách nhiệm cho việc thêm thắt các ý tưởng đặc trưng và tâm linh vào bộ phim.
Trong bốn mùa rưỡi của phim, Ward đảm nhiệm vai trò tổng đạo diễn của Adventure Time. Khi phỏng vấn với tờ Rolling Stone, Ward tiết lộ mình từng vài lần xin từ chức trong quá trình sản xuất mùa 5. Là một người hướng nội, ông cảm thấy việc giao tiếp và chỉ đạo mọi người hằng ngày khiến mình kiệt sức. Sau khi Ward từ chức, Adam Muto trở thành tổng đạo diễn mới cho phim. Đến cuối năm 2014, Ward trở lại tiếp tục công việc họa sĩ phác thảo và viết cốt truyện. Sau tháng 11 năm 2014, ông ngừng việc thỉnh thoảng đóng góp cho các tập phim, nhưng vẫn theo dõi câu chuyện, đưa ra một vài lời khuyên, và phác thảo cho bộ phim một cách hạn chế.

### Sản xuất

#### Biên kịch và phân cảnh

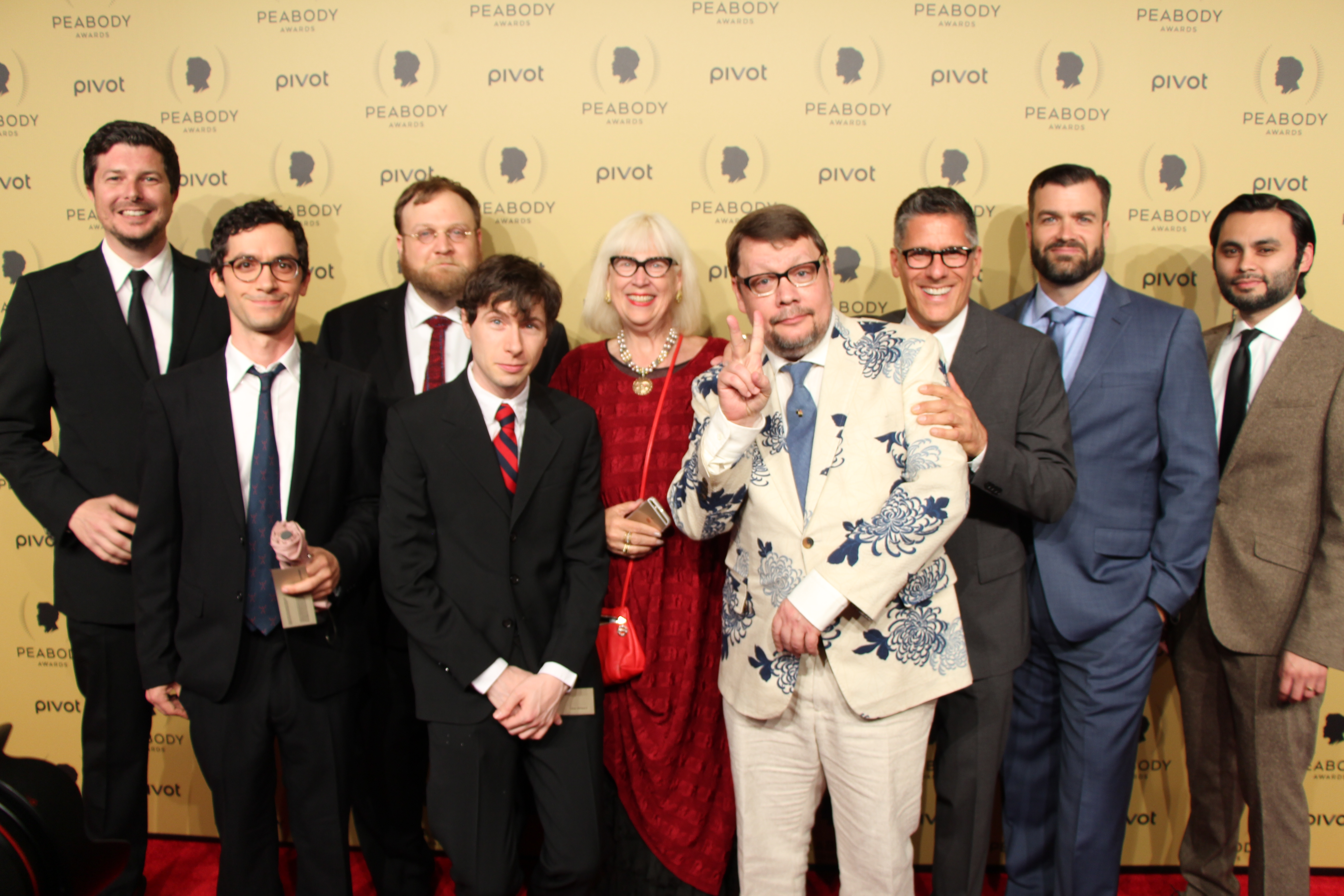
Đoàn làm phim Adventure Time tại lễ trao giải thường niên Peabody Award lần thứ 74 năm 2014 (Từ trái qua: Kent Osborne, Tom Herpich, Pendleton Ward, Pat McHale, Betty Ward, Jack Pendarvis, Rob Sorcher, Curtis LeLash và Adam Muto)

Bảng vẽ phân cảnh kịch bản của Adam Muto cho tập phim "What Was Missing" với nội dung mô tả hành động, hội thoại và hiệu ứng âm thanh. Adventure Time là bộ phim theo trường phái được dẫn dắt với bảng vẽ kịch bản phân cảnh soạn trước. Điều này đồng nghĩa với việc họa sĩ vẽ bảng phân cảnh đồng thời là tác giả biên kịch, cho phép họ chủ động kiểm soát phác thảo nội dung hội thoại và hành động tùy ý.

Về sắc thái và thể loại của phim, Ward—tự nhận mình là người hâm mộ của thể loại cảm xúc mâu thuẫn, ví dụ như cảm giác "vừa vui vẻ lại vừa rùng rợn cùng một lúc"—đã mô tả đây là tác phẩm thuộc thể loại "hài đen" (dark comedy). Ông cũng nhắc đến trò chơi nhập vai giả tưởng Ngục tối và Rồng—thể loại yêu thích của nhiều thành viên trong nhóm biên kịch—như một nguồn cảm hứng sáng tác. Ở Mỹ, hoạt hình này được xếp loại TV-PG; Ward nói rằng mình không bao giờ muốn đẩy giới hạn của phim được phân loại PG, nhấn mạnh trong một lần phỏng vấn với Art of the Title rằng ông "không bao giờ nghĩ về chuyện phân loại của phim ... chúng tôi không thích thứ quá ghê tởm. Chúng tôi yêu thích những thứ xinh xắn và những điều dễ thương" ("never really even thought about the rating ... we don't like stuff that's overly gross. We like cute stuff and nice things"). Ward đã dự liệu cho bộ phim có tính đồng nhất về logic vật lý, và mặc dù phép thuật tồn tại, các tác giả của tác phẩm cố gắng tạo ra sự nhất quán nội bộ trong cách mà các nhân vật tương tác với thế giới.
Trong phỏng vấn với The A.V. Club, Ward kể rằng quy trình biên soạn kịch bản của phim thường bắt đầu bằng việc các tác giả kể với nhau những gì họ đã làm ở tuần trước để tìm một số điều hài hước và xây dựng cốt truyện từ chúng. Ông còn nói, "Nhiều khi bí ý tưởng, chúng tôi bắt đầu với việc nói ra tất cả mọi thứ đang xuất hiện trong đầu mình, chúng thường là những điều tồi tệ nhất, và khi đó có người nghĩ rằng điều đó thật kinh khủng nhưng sẽ cho ông một ý tưởng tốt hơn, mọi việc cứ thế diễn ra một cách tự nhiên". Vì luôn bận rộn với lịch biên soạn kịch bản và điều phối loạt phim truyền hình, các tác giả không hề có thời gian chơi Ngục tối và Rồng nữa, nhưng họ vẫn viết các câu chuyện mà mình muốn chơi trên trò chơi đó". Thỉnh thoảng, các tác giả và họa sĩ phân cảnh ngồi lại với nhau và chơi các trò chơi viết truyện. Một trong số những trò thường chơi tên là Exquisite corpse (xác chết hoàn mỹ); một tác giả biên kịch bắt đầu bằng cách viết đoạn mở đầu truyện trên một tờ giấy, và những người khác cố gắng hoàn thành phần còn lại. Tuy nhiên dù có một số tập phim (ví dụ như tập "Puhoy" của mùa thứ 5 và tập "Jake the Brick" của mùa 6) được tạo ra bằng trò chơi này,:258, 260–61 Ward thổ lộ rằng "các ý tưởng thường rất kinh khủng". Cựu họa sĩ biên kịch và đạo diễn sáng tạo Cole Sanchez nó rằng các cốt truyện thường được tạo ra bằng cách mở rộng những ý tưởng hay nhờ vào trò chơi viết lách này, hoặc dựa vào ý tưởng đề xuất bởi họa sĩ biên kịch với hy vọng nó sẽ được xây dựng thành một tập phim hoàn chỉnh.
Sau khi các tác giả để xuất vài cốt truyện, những ý tưởng đó được kết hợp lại thành 2 hoặc 3 trang phác thảo chứa "các điểm nhấn quan trọng". Tập phim sau đó được đưa qua họa sĩ vẽ phân cảnh (thường gọi một cách thô tục là "boarders"). Trong khi nhiều phim hoạt hình dựa theo mô hình kịch bản đề xuất lên nhân viên điều hành của kênh, Cartoon Network cho phép Adventure Time được "xây dựng nhóm của mình một cách hưu cơ" ("build their own teams organically") và giao tiếp bằng bảng vẽ phân cảnh kịch bản cũng như hình hoạt họa. Rob Sorcher kể rằng cách tiếp cận này được thực hiện bởi công ty đang hướng tới "đối tượng chủ yếu quan tấm đến hình ảnh", và nhờ vậy mà cả nhà biên kịch cùng các họa sĩ có thể học hỏi và trưởng thành "bằng cách thực hiện công việc thực sự". Các họa sĩ vẽ phân cảnh thường làm việc với những tập phim theo cặp, độc lập với những người còn lại, điều mà theo tác giả tự do David Perlmutter trong cuốn sách America Toons In, giúp chống lại sự sáng tạo nhàm chán và ngăn không để các tập phim "giống nhau trong cả nội dung lẫn sắc thái".:346 Họa sĩ vẽ phân cảnh kịch bản có một tuần để phác thảo ("thumbnail") câu chuyện và ghi ra đầy đủ chi tiết hành động, hội thoại và trò đùa trong đó. Tổng đạo diễn cùng với đạo diễn sáng tạo sẽ đánh giá chúng và thêm vào ghi chú cần thiết. Các họa sĩ sau đó được cho thêm một tuần để thực hiện các ghi chú và "dọn dẹp" tập phim. Biên kịch và chỉnh sửa thường mất tới cả tháng để hoàn tất.

#### Đồ họa
Theo sau phần chỉnh sửa kịch bản, các diễn viên lồng tiếng sẽ ghi âm cho nhân vật của mình trong khi phần hoạt họa được thực hiện sau đó để giảm thời lượng cần thiết cho tập phim xuống còn 11 phút. Các họa sĩ chuyên môn sau đó sẽ thêm vào vật dụng, nhân vật và thiết kế cảnh nền. Theo cựu trưởng nhóm thiết kế nhân vật Phil Rynda, hầu hết các khâu tiền sản sản xuất được thực hiện bằng Photoshop. Trong khi phần thiết kế và phối màu được thực hiện ở Burbank, California, phần hoạt họa được làm ở Hàn Quốc bởi Rough Draft Korea hoặc Saerom Animation.:348-49 Chỉ mỗi khâu vẽ hoạt hình cho một tập phim đã mất khoảng 3 đến 5 tháng. Phần này đầu tiên thực hiện vẽ thủ công trên giấy, sau đó số hóa và tô bằng mực và màu kỹ thuật số. Giám đốc điều hành sản xuất Fred Seibert so sánh phong cách hoạt họa của phim tương đồng với loạt phim Felix the Cat, cùng các phim hoạt hình khác của Max Fleischer, nhưng nhận thấy nó đồng thời cũng mang không kém nguồn cảm hứng từ "thế giới trò chơi điện tử" ("the world of videogames  [sic]").
Song song với việc xử lý các tập phim ở Hàn Quốc, nhóm sản xuất ở Mĩ làm việc với phần chỉnh sửa (retake), nhạc nền, và âm thanh. Khi hoàn thành, phần hoạt hình được gửi về Mỹ để đoàn làm phim xem xét, tìm lỗi trong phần đồ họa hay "những thứ được minh họa không theo như mong muốn của nhóm" ("things that didn't animate the way [the staff] intended"). Các vấn đề này sau đó được xử lý ở Hàn Quốc và phần hoạt họa hoàn tất. Từ khi phác thảo cốt truyện cho đến khi phát sóng, cần tới khoảng 8 đến 9 tháng để sản xuất mỗi tập phim; chính vì vậy, nhiều tập phim được sản xuất song song cùng lúc với nhau.
Dù đa số các tập phim được vẽ bởi các hãng phim hoạt hình Hàn Quốc, Adventure Time thỉnh thoảng vẫn có các họa sĩ diễn hoạt hay đạo diễn khách mời. Ví dụ như tập "Guardians of Sunshine" ở mùa 2 được làm một phần bởi đồ họa 3-D để bắt chước phong cách video game. Tập phim "A Glitch is a Glitch" của mùa thứ 5 được biên kịch và đạo diễn bởi nhà làm phim kiêm nhà văn người Ai-len David OReilly, mang đậm phong cách đồ họa 3-D đặc trưng của đạo diễn. Họa sĩ diễn hoạt James Baxter minh họa một vài cảnh phim và nhân vật trong cả hai tập phim "James Baxter the Horse" (mùa thứ 5) và "Horse & Ball" (mùa thứ 8).:299 Trong mùa thứ 6, tập phim "Food Chain" được biên kịch, phác thảo cốt truyện và chỉ đạo bởi đạo diễn anime Yuasa Masaaki, và đồ họa hoàn toàn bởi hãng phim của chính Yuasa. Cũng ở mùa thứ 6, tập phim "Water Park Prank", làm bằng Flash animation bởi David Ferguson. Tập phim hoạt hình tĩnh vật "Bad Jubies", do Kirsten Lepore đạo diễn, chiếu vào khoảng giữa mùa thứ 7. Cuối cùng, Alex cùng Lindsay Small-Butera, nổi tiếng với loạt phim hoạt hình trên mạng mang tên Baman Piderman, từng đóng góp vô phần đồ họa của tập phim "Beyond the Grotto" (mùa 8) và tập "Ketchup" (mùa 9).

### Diễn viên
Các diễn viên lồng tiếng cho phim bao gồm: Jeremy Shada (Finn); John DiMaggio (Jake); Tom Kenny (Vua băng); Hynden Walch (Công chúa kẹo cao su); và Olivia Olson (Marceline). Ward lồng tiếng cho vài nhân vật phụ khác nhau cùng Công chúa bướu. Cựu họa sĩ biên kịch Niki Yang lồng tiếng cho BMO bằng tiếng Anh, cũng như bạn gái của Jake, Kỳ lân cầu vồng, bằng tiếng Hàn. Polly Lou Livingston, bạn của Bettie Ward – mẹ của Pendleton Ward, lồng tiếng cho nhân vật Vòi voi.:346
Dàn diễn viên lồng tiếng của Adventure Time thực hiện phần ghi âm thành từng nhóm theo từng phiên chứ không làm riêng, nhằm mục đích ghi lại các cuộc hội thoại một cách tự nhiên nhất. Hynden Walch đã mô tả những buổi lồng tiếng này giống như "chơi một trò chơi đọc chữ—một trò chơi thực sự ở đó" ("doing a play reading—a really, really out there play"). Bộ phim thỉnh thoảng mời một vài vị khách góp mặt để lồng tiếng cho vài nhân vật phụ và xuất hiện lại vài lần trong phim, đồng thời đoàn làm phim chọn diễn viên cùng bạn diễn mà họ hứng thú làm việc chung. Ví dụ như, cả Adam Muto và Kent Osborne kể rằng nhóm làm phim Adventure Time thường xuyên chọn những diễn viên từng có vai trong các loạt phim truyền hình dài tập Star Trek: The Next Generation và The Office để lồng tiếng cho một số nhân vật phụ.

### Phần mở đầu và nhạc phim
Khi Ward đang làm phần nhạc hiệu mở đầu phim, bản phác thảo sơ qua gồm những cảnh phim ngắn và họa tiết "chỉ một chút điên rồ [và] vô nghĩa", ám chỉ chủ đề về những cuộc phiêu lưu kỳ quặc trong phim. Bản thảo bao gồm "các nhân vật ... đánh nhau với hồn ma và yêu quái, nhảy qua bất kỳ thứ gì có thể [và] rất nhiều bom hạt nhân xuất hiện ở đoạn cuối". Ward sau này gọi phiên bản đó là "thực sự ngốc nghếch". Ông gửi bản thảo này cho Cartoon Network; họ đã không chấp thuận nó và muốn một thứ gì đó hữu hình hơn giống như phần mở đầu của The Brady Bunch. Lấy cảm hứng từ đoạn mở đầu của The Simpsons và Pee-wee's Playhouse, Ward xây dựng một đoạn mở đầu mới bao gồm cảnh camera lướt qua Xứ Ooo trong khi nhạc nền nâng tông dần lên cho đến khi ca khúc chủ đề bắt đầu. Bản thảo cho ý tưởng này của Ward được đưa qua cho nhóm bố trí hoạt họa để hoàn thiện phần căn chỉnh thời gian của đoạn phim. Từ đó, phần mở đầu phát triển dần; trong khi Ward thêm "vài nguyên liệu ngớ ngẩn cho nhân vật", Patrick McHale hướng sự chú ý của mình vào phân cảnh có Vua băng và tạo hình nhân vật này với nụ cười như trong những "quyển kỷ yếu cấp ba". Đoàn làm phim còn gặp khó khăn để phác họa chính xác cái bóng trong phân cảnh có sự xuất hiện của Marceline. Sau cảnh lướt ban đầu, phần nhạc hiệu tiêu đề phim bước sang ca khúc chủ đề, được chơi khi cảnh phim hiện lên hình ảnh Finn và Jake đang phiêu lưu cùng nhau. Đối với phân cảnh này, Ward lấy cảm hứng từ khía cạnh "sự đơn giản" của đoạn nhạc mở đầu một bộ phim hài kịch năm 2007 Superbad. Khi nhạc phim tới đoạn "Jake the Dog" (Chú chó Jake) và "Finn the Human" (Finn cậu bé loài người), tên của từng nhân vật xuất hiện bên cạnh mỗi người, và nằm trên một nền màu đơn sắc. Đoạn nhạc mở đầu phim này được hoàn thành ngay khi loạt phim được khởi chiếu.
Ca khúc chủ đề có cùng tên với bộ phim này được trình bày bởi chính tác giả Ward, với nhạc nền từ cây đàn ukulele. Lần đầu ca khúc này xuất hiện trong tập phim chiếu thử; trong bản đó, Ward được phụ họa bằng tiếng acoustic của đàn guitar. Đối với phiên bản cho bộ phim, Ward hát với tông cao hơn để khớp với dải âm của đàn ukulele. Phiên bản cuối cùng này đáng ra chỉ là một bản tạm thời. Ward nói rằng, "Tôi ghi âm bản nhạc này cho ca khúc mở đầu phim ở trong phòng đồ họa, nơi chúng tôi có một chiếc micro nhỏ nhắn, để thêm vào phân cảnh tựa đề phim và nộp nó lên hãng. Sau này, chúng tôi đã cố thử ghi âm lại nhưng tôi lại không thích các bản đó ... Tôi chỉ thích bản tạm thời thôi!" Vì ca khúc chủ đề phim được ghi âm như vậy nên có thể nghe thấy tạp âm từ bên ngoài trong suốt đoạn nhạc. Ví dụ như tiếng gõ phím của Derek Drymon ở đoạn Jake đang đi qua Vương quốc Băng. Theo Ward, rất nhiều trong số các đoạn nhạc của phim có tạp âm ("hiss and grit") như vậy bởi nhà soạn nhạc ban đầu, Casey James Basichis, "sống trong một con thuyền hải tặc mà ông xây dựng bên trong căn hộ của mình [và] bạn có thể nghe thấy tiếng gỗ lát sàn rít cùng nhiều âm thanh lạ khác". Sau này, bạn của Basichis, Tim Kiefer, tham gia đoàn làm phim cũng với vai trò nhà soạn nhạc. Từ đó cả hai cùng nhau làm việc với phần nhạc phim.
Phần nhạc mở đầu và kết thúc phim hầu như không thay đổi trừ 7 ngoại lệ. Đó là các tập phim Fionna và Cake (viz. tập "Fionna and Cake" của mùa thứ 3, "Bad Little Boy" của mùa 5, tập "The Prince Who Wanted Everything" mùa 6, "Five Short Tables" của mùa 8, và tập "Fionna and Cake and Fionna" mùa thứ 9) phần mở đầu bắt chước lại các hoạt cảnh gốc nhưng toàn bộ nhân vật đều được hoán đổi giới tính, và ca khúc chủ đề được trình bày bởi cựu thành viên chỉnh sửa kịch bản Natasha Allegri. Trong khi đó, phần nhạc mở đầu của 3 mini sê-ri lại khác hoàn toàn: phần nhạc mở đầu của sê-ri ngắn Stakes (2015) về chủ yếu tập trung vào nhân vật chính là Marceline, và ca khúc chủ đề do Olivia Olson trình bày; phần nhạc mở đầu của Islands (2017) mang không khí của một chuyến hải trình, nhấn mạnh các nhân vật quan trọng của loạt phim ngắn này, và ca khúc chủ đề trình bày bởi Jeremy Shada; và phần mở đầu của Elements (2017) mang nhiều hình ảnh tượng trưng cho 4 nguyên tố chính trong vũ trụ Adventure Time (đó là: lửa, băng, nhớt, và kẹo) và do Hynden Walch trình bày. Phần mở đầu cho các tập phim khách mời "A Glitch Is a Glitch" và "Food Chain" là độc nhất, lần lượt do David OReilly và Masaaki Yuasa thiết kế đồ họa. Cuối cùng, tập cuối của loạt phim, "Come Along With Me", có phần mở đầu nói về tương lai 1000 năm sau của xứ Ooo. Phần mở đầu này giới thiệu 2 nhân vật mới là Shermy và Beth, và trình bày bởi nhân vật Beth (do Willow Smith lồng tiếng).
Bộ phim thỉnh thoảng đưa vào một số ca khúc và đoạn nhạc đặc biệt. Nhiều diễn viên lồng tiếng—bao gồm Shada, Kenny, và Olson—trình bày các ca khúc cho chính nhân vật mình đảm nhiệm. Các nhân vật trong phim thường bộc lộ cảm xúc của mình qua các bài hát; ví dụ như "I'm Just Your Problem" của Marceline (tập "What Was Missing" phần 3) và ca khúc "All Gummed Up Inside" của Finn (tập "Incendium" cũng của phần 3). Trong khi các bản nhạc nền phim đều do Basichis và Kiefer biên soạn, những ca khúc do chính các nhân vật trình bày thường do các họa sĩ vẽ bảng phân cảnh sáng tác. Và mặc dù nhìn chung hiếm khi xảy ra, bộ phim cũng đề cập đến các bản nhạc nổi tiếng. Ở giai đoạn đầu công chiếu, Frederator, công ty sản xuất của Seibert, thường tải các bản demo và đầy đủ của các ca khúc trình bày bởi chính các nhân vật lên trang chủ của mình, và khi nhóm làm phim tạo một loạt các tài khoản trên Tumblr, truyền thống phát hành bản demo và đầy đủ của các ca khúc được hồi sinh. Vào ngày 20 tháng 11 năm 2015, thương hiệu Spacelab9 tung ra phiên bản giới hạn 12" LP chứa nhiều ca khúc của Marceline, và được tiếp nối sau đó với loạt soundtrack 38 ca khúc trong tháng 10 năm 2016.

### Bối cảnh

#### Truyền thuyết
Phim lấy bối cảnh thế giới tưởng tượng "Xứ Ooo" ("Land of Ooo"), ở thời điểm hậu tận thế trong tương lai khoảng 1000 năm sau thảm sát hạt nhân có tên gọi "Cuộc chiến nấm" ("Great Mushroom War").:78 Theo tác giả Ward, câu chuyện trong phim diễn ra "sau khi những trái bom phát nổ và phép thuật xuất hiện trở lại". Trước khi bộ phim được hoàn thiện, Ward dự định Xứ Ooo chỉ đơn giản là một nơi "thần kỳ". Nhưng sau khi sản xuất tập phim "Business Time", kể về một khối băng trôi chứa các "doanh nhân" nổi lên giữa bề mặt của một cái hồ nước, bộ phim chính thức xác định thời điệm hậu tận thế của mình; Ward kể rằng đoàn làm phim "không có ý kiến gì về chuyện đó". Ward sau này mô tả bối cảnh phim là "vùng đất ngọt ngào ở trên bên mặt nhưng đen tối ở bên dưới", nhấn mạnh rằng ông chưa bao giờ dự định để Cuộc chiến nấm và yếu tố hậu tận thế "lấn át chủ đề của phim". Ông giới hạn nó lại thành "những chiến xe hơi chôn vùi dưới đất trong cảnh nền [cùng những yếu tố khác mà không] gây thắc mắc cho người xem" ("cars buried underground in the background [and other elements that do not] raise any eyebrows"). Ward nói rằng yếu tố hậu tận thế là ảnh hưởng từ một phim khác năm 1979 tên là Mad Max. Kenny gọi các thành phần được thêm vào cốt truyện "khỏa lấp hết những khoảng trống" ("very fill-in-the-blanks"), và DiMaggio cho rằng, "Rõ ràng là Xứ Ooo có vài vấn đề".
Bộ phim chứa các yếu tố thần thoại kinh điển—hoặc, cốt truyện bao trùm và hồi tưởng—được mở rộng trong nhiều tập phim khác nhau. Yếu tố thần bí chủ yếu xoay quanh nguồn gốc Cuộc chiến nấm, sự kiện đã sinh ra nhân vật phản diện chính của phim, Xác chết (Lich), cùng hồi tưởng của vài nhân vật chính và phụ  xuất hiện lặp lại vài lần trong phim. Ward từng nhấn mạnh rằng chi tiết về Cuộc chiến nấm cùng sự thần bí u tối của phim tạo nên "một câu chuyện đáng để kể", nhưng ông cũng cảm thấy phim sẽ có thể tốt hơn thế nữa nếu nó "khiêu vũ một chút với quá khứ đầy biến động của Xứ Ooo" ("dance[d] around how heavy the back-history of Ooo is").

#### Sự hiện diện của LGBTQ+
Khi Rebecca Sugar tham gia đoàn làm phim với vai trò biên kịch, cô nhanh chóng tìm cách loại bỏ tư tưởng định kiến thường được truyền thụ cho trẻ con bằng cách đưa vào những nhân vật LGBTQ+. Cô bắt đầu làm việc miệt mài để "đặt các nhân vật LGBTQIA vào trong nội dung được xếp loại phổ thông" trong những năm tiếp theo. Bộ phim giới thiệu tới khán giả 2 nhân vật : nữ hoàng ma cà rồng Marceline và Công chúa kẹo cao su. Sugar cố gắng tạo dựng mối quan hệ giữa 2 nhân vật này xuyên suốt các tác phẩm của mình trong phim, cùng một nhân vật không có giới tính cố định (BMO). Ban đầu, trong khi đa số các chủ để kỳ lạ này được đính vào tập phim như một nội dung phụ (để tránh những cuộc tranh cãi hoặc kiểm duyệt), các tập phim sau này—ví dụ như tập cuối "Come Along with Me" và tập đặc biệt "Obsidian" trong Distant Lands—đã công khai mở rộng các chủ đề này, đưa chúng lên đại diện cho cốt truyện phim.:37-43
Vào tháng 3 năm 2021 trong một mẩu bài đăng trên Vanity Fair, Sugar nói rằng cô được động viên bởi "đội ngũ sáng tạo để đưa những trải nghiệm thực tế cuộc sống vào trong nhân vật Marceline," nhưng khi điều này dẫn đến "câu chuyện tình cảm giữa Marceline và Công chúa kẹo cao su" những nhà điều hành Cartoon Network đã dừng việc đó lại, nói rằng "các bạn không hiểu rằng mình đang làm việc cho một công ty sao?," đó là lúc cô bắt đầu nhìn thấy những bức tường và trần mà cô (cùng đội ngũ làm phim) có thể đạt được, về mặt trình bày nội dung.

### Tập cuối
Trong mùa cuối của Adventure Time, mọi người đã đề cập đến đoạn kết của bộ phim ở Cartoon Network. Olivia Olson, diễn viên lồng tiếng cho Marceline, kể rằng việc thảo luận về chủ đề này đã diễn ra trong thời gian khá dài, nói về "phần kết của phim đang bị kéo dài và kéo dài và kéo dài". Trưởng ban nội dung Rob Sorcher nói với tờ Los Angeles Times về quyết định kết thúc bộ phim:
Thời lượng chiếu của Adventure Time trên Cartoon Network đang ngày càng giảm dần, tuy vậy chúng ta đang tiến tới phần có khối lượng tập phim rất nhiều. Và tôi bắt đầu nghĩ "[Đoạn kết] không thể đến đột ngột như quyết định của công ty, nó cần phải là một cuộc đối thoại trong một quãng thời gian nhất định." Ngoài ra, còn một vấn đề khác khiến tôi đau đầu đó là suy nghĩ nếu chúng tôi không làm điều này sớm hơn, chúng ta sẽ có một thế hệ fan hâm mộ trải qua giai đoạn [truyền hình] với [phong cách nghệ thuật mà Cartoon Network nhắm tới] mà không thấy được hồi kết và chúng ta sẽ không hoàn thiện được mạch suy nghĩ của họ.
Do đó, vào ngày 29 tháng 9 năm 2016, Cartoon Network xác nhận bộ phim sẽ kết thúc sau mùa thứ 10. Tập cuối của phim là một tập đặc biệt, tựa đề "Come Along with Me;" tập này do nhóm biên soạn bảng phân cảnh gồm Tom Herpich, Steve Wolfhard, Seo Kim, Somvilay Xayaphone, Hanna K. Nyström, Aleks Sennwald, và Sam Alden, cùng Graham Falk. Phần cốt truyện do Herpich, Wolfhard, Ashly Burch soạn thảo, nhà sản xuất Adam Muto, trưởng nhóm biên kịch Kent Osborne, Jack Pendarvis, Julia Pott, và tác giả bộ phim Pendleton Ward.
 Cựu trưởng nhóm thiết kế cảnh nền Ghostshrimp trở lại sau khi chính thức rời đoàn làm phim ở mùa thứ 4.
Theo Osborne, Cartoon Network đã để cho đội ngũ sáng tác "cơ hội để dành rất nhiều thời gian suy nghĩ về đoạn kết" trước khi khâu sản xuất kết thúc. Trong buổi phỏng vấn với TV Guide, Muto giải thích rằng nhóm tác giả đã dùng rất nhiều tập phim trước đó để hoàn thành phần kết cho các câu chuyện của những nhân vật phụ "để chúng tôi không phải nhồi nhét qua nhiều vào phần cuối cùng." Điều này cho phép tập cuối "đỡ cô đặc hơn" chỉ đơn giản bằng cách"đánh nốt [nhấn] và tìm các họa tiết cho tất cả các nhân vật... để chúng ta có thể có cái nhìn lướt qua kết cục của họ" (hitting the big [beats] and then finding vignettes for all the characters... so we could get snapshots of where they could end up.) Theo Pendarvis, phần sáng tác mạch truyện cho phim kết thúc từ giữa tháng 11 năm 2016, với buổi họp cuối cùng cho phần sáng tác cốt truyện diễn ra vào ngày 21 tháng 11.
 Dòng tweet của Osborne tiết lộ kịch bản cho tập cuối đã được đề cử lên hội đồng xét khảo cốt truyện, với sự tham gia của Alden và Nyström, đưa lên vào ngày 28 tháng 11.
 Tập này sau đó được đề xuất tiếp lên các nhà sản xuất của phim trong tuần thứ 3 của tháng 12 năm 2016.
 Phần lồng tiếng cho tập phim này hoàn thành vào ngày 31 tháng 1 năm 2017 theo như xác nhận của một số thành viên nhóm lồng tiếng, trong đó có Maria Bamford và Andy Milonakis. Tập cuối cùng phát sóng vào ngày 3 tháng 9 năm 2018, nhận được hầu hết sự đón nhận tích cực.

### Các tập spin-off
Khoảng một năm sau đó, vào ngày 23 tháng 10 năm 2019, Cartoon Network thông báo về sê-ri đặc biệt dài 4 tiếng—với tựa đề Adventure Time: Distant Lands—sẽ công chiếu trên kênh HBO Max, với 2 tập đầu ra mắt năm 2020. Tập thứ 3 công chiếu vào ngày 20 tháng 5 năm 2021. Vào ngày 17 tháng 8 năm 2021, một spin-off thứ hai mang tên Adventure Time: Fionna and Cake, tập trung vào hai nhân vật hoán đổi giới tính Fionna và Cake, đã được đặt hàng bởi HBO Max.

## Phát sóng và đánh giá
Mỗi tập phim Adventure Time dài khoảng 11 phút; 2 tập liền được chiếu liên tục để đủ khung thời gian nửa tiếng trên truyền hình. Trước khi chính thức ra mắt mùa đầu tiên, Cartoon Network đã chiếu 2 tập "Business Time" cùng với "Evicted!" lần lượt vào ngày 11 và 18 tháng 3 trước đó, để "giới thiệu" cho loạt chương trình sắp ra mắt. The show officially debuted with "Slumber Party Panic" on April 5, 2010.
Ở những lần sau đó, bộ phim bắt đầu thử nghiệm với hình thức miniseries. Miniseries đầu tiên là Stakes (2015), chiếu trong mùa thứ 7. Kế tiếp là Islands (2017) ở mùa thứ 8. Thứ ba và cũng là cuối cùng, Elements (2017), chiếu ở mùa thứ  của bộ phim.
Mùa thứ 7 của chương trình từng được dự kiến có 39 tập, từ tập "Bonnie & Neddy" cho đến "Reboot". Tuy nhiên, khi thời điểm để công chiếu mùa thứ 7 trên các trang truyền hình trực tuyến như CartoonNetwork.com, Cartoon Network đã quyết định kết thúc mùa này ở tập phim "The Thin Yellow Line", tổng cộng là 26 tập. Số lượng tập này được chính thức hóa với việc phát hành trọn bộ DVD vào ngày 18 tháng 7, 2017, bao gồm các tập từ "Bonnie & Neddy" cho đến "The Thin Yellow Line".:vii, 142-143, 299-300 Do đó, các tập phim và mùa được thay đổi theo thứ tự sau:
| Sự thay đổi thứ tự các tập phim Adventure Time | Sự thay đổi thứ tự các tập phim Adventure Time | Sự thay đổi thứ tự các tập phim Adventure Time | Sự thay đổi thứ tự các tập phim Adventure Time | Sự thay đổi thứ tự các tập phim Adventure Time | Sự thay đổi thứ tự các tập phim Adventure Time | Sự thay đổi thứ tự các tập phim Adventure Time | Sự thay đổi thứ tự các tập phim Adventure Time | Sự thay đổi thứ tự các tập phim Adventure Time | Sự thay đổi thứ tự các tập phim Adventure Time | Sự thay đổi thứ tự các tập phim Adventure Time | Sự thay đổi thứ tự các tập phim Adventure Time | Sự thay đổi thứ tự các tập phim Adventure Time | Sự thay đổi thứ tự các tập phim Adventure Time | Sự thay đổi thứ tự các tập phim Adventure Time | Sự thay đổi thứ tự các tập phim Adventure Time | Sự thay đổi thứ tự các tập phim Adventure Time | Sự thay đổi thứ tự các tập phim Adventure Time | Sự thay đổi thứ tự các tập phim Adventure Time | Sự thay đổi thứ tự các tập phim Adventure Time | Sự thay đổi thứ tự các tập phim Adventure Time | Sự thay đổi thứ tự các tập phim Adventure Time | Sự thay đổi thứ tự các tập phim Adventure Time | Sự thay đổi thứ tự các tập phim Adventure Time | Sự thay đổi thứ tự các tập phim Adventure Time | Sự thay đổi thứ tự các tập phim Adventure Time | Sự thay đổi thứ tự các tập phim Adventure Time | Sự thay đổi thứ tự các tập phim Adventure Time | Sự thay đổi thứ tự các tập phim Adventure Time | Sự thay đổi thứ tự các tập phim Adventure Time | Sự thay đổi thứ tự các tập phim Adventure Time | Sự thay đổi thứ tự các tập phim Adventure Time | Sự thay đổi thứ tự các tập phim Adventure Time | Sự thay đổi thứ tự các tập phim Adventure Time | Sự thay đổi thứ tự các tập phim Adventure Time | Sự thay đổi thứ tự các tập phim Adventure Time | Sự thay đổi thứ tự các tập phim Adventure Time | Sự thay đổi thứ tự các tập phim Adventure Time | Sự thay đổi thứ tự các tập phim Adventure Time | Sự thay đổi thứ tự các tập phim Adventure Time | Sự thay đổi thứ tự các tập phim Adventure Time | Sự thay đổi thứ tự các tập phim Adventure Time | Sự thay đổi thứ tự các tập phim Adventure Time | Sự thay đổi thứ tự các tập phim Adventure Time | Sự thay đổi thứ tự các tập phim Adventure Time | Sự thay đổi thứ tự các tập phim Adventure Time | Sự thay đổi thứ tự các tập phim Adventure Time | Sự thay đổi thứ tự các tập phim Adventure Time | Sự thay đổi thứ tự các tập phim Adventure Time | Sự thay đổi thứ tự các tập phim Adventure Time | Sự thay đổi thứ tự các tập phim Adventure Time | Sự thay đổi thứ tự các tập phim Adventure Time | Sự thay đổi thứ tự các tập phim Adventure Time | Sự thay đổi thứ tự các tập phim Adventure Time | Sự thay đổi thứ tự các tập phim Adventure Time | Sự thay đổi thứ tự các tập phim Adventure Time | Sự thay đổi thứ tự các tập phim Adventure Time | Sự thay đổi thứ tự các tập phim Adventure Time | Sự thay đổi thứ tự các tập phim Adventure Time | Sự thay đổi thứ tự các tập phim Adventure Time | Sự thay đổi thứ tự các tập phim Adventure Time | Sự thay đổi thứ tự các tập phim Adventure Time | Sự thay đổi thứ tự các tập phim Adventure Time | Sự thay đổi thứ tự các tập phim Adventure Time | Sự thay đổi thứ tự các tập phim Adventure Time | Sự thay đổi thứ tự các tập phim Adventure Time | Sự thay đổi thứ tự các tập phim Adventure Time | Sự thay đổi thứ tự các tập phim Adventure Time | Sự thay đổi thứ tự các tập phim Adventure Time | Sự thay đổi thứ tự các tập phim Adventure Time | Sự thay đổi thứ tự các tập phim Adventure Time | Sự thay đổi thứ tự các tập phim Adventure Time | Sự thay đổi thứ tự các tập phim Adventure Time | Sự thay đổi thứ tự các tập phim Adventure Time | Sự thay đổi thứ tự các tập phim Adventure Time | Sự thay đổi thứ tự các tập phim Adventure Time | Sự thay đổi thứ tự các tập phim Adventure Time | Sự thay đổi thứ tự các tập phim Adventure Time | Sự thay đổi thứ tự các tập phim Adventure Time | Sự thay đổi thứ tự các tập phim Adventure Time | Sự thay đổi thứ tự các tập phim Adventure Time | Sự thay đổi thứ tự các tập phim Adventure Time | Sự thay đổi thứ tự các tập phim Adventure Time | Sự thay đổi thứ tự các tập phim Adventure Time |
| ---------------------------------------------- | ---------------------------------------------- | ---------------------------------------------- | ---------------------------------------------- | ---------------------------------------------- | ---------------------------------------------- | ---------------------------------------------- | ---------------------------------------------- | ---------------------------------------------- | ---------------------------------------------- | ---------------------------------------------- | ---------------------------------------------- | ---------------------------------------------- | ---------------------------------------------- | ---------------------------------------------- | ---------------------------------------------- | ---------------------------------------------- | ---------------------------------------------- | ---------------------------------------------- | ---------------------------------------------- | ---------------------------------------------- | ---------------------------------------------- | ---------------------------------------------- | ---------------------------------------------- | ---------------------------------------------- | ---------------------------------------------- | ---------------------------------------------- | ---------------------------------------------- | ---------------------------------------------- | ---------------------------------------------- | ---------------------------------------------- | ---------------------------------------------- | ---------------------------------------------- | ---------------------------------------------- | ---------------------------------------------- | ---------------------------------------------- | ---------------------------------------------- | ---------------------------------------------- | ---------------------------------------------- | ---------------------------------------------- | ---------------------------------------------- | ---------------------------------------------- | ---------------------------------------------- | ---------------------------------------------- | ---------------------------------------------- | ---------------------------------------------- | ---------------------------------------------- | ---------------------------------------------- | ---------------------------------------------- | ---------------------------------------------- | ---------------------------------------------- | ---------------------------------------------- | ---------------------------------------------- | ---------------------------------------------- | ---------------------------------------------- | ---------------------------------------------- | ---------------------------------------------- | ---------------------------------------------- | ---------------------------------------------- | ---------------------------------------------- | ---------------------------------------------- | ---------------------------------------------- | ---------------------------------------------- | ---------------------------------------------- | ---------------------------------------------- | ---------------------------------------------- | ---------------------------------------------- | ---------------------------------------------- | ---------------------------------------------- | ---------------------------------------------- | ---------------------------------------------- | ---------------------------------------------- | ---------------------------------------------- | ---------------------------------------------- | ---------------------------------------------- | ---------------------------------------------- | ---------------------------------------------- | ---------------------------------------------- | ---------------------------------------------- | ---------------------------------------------- | ---------------------------------------------- | ---------------------------------------------- | ---------------------------------------------- | ---------------------------------------------- |
| Thứ tự chiếu ban đầu                           | Mùa 7                                          | Mùa 7                                          | Mùa 7                                          | Mùa 7                                          | Mùa 7                                          | Mùa 7                                          | Mùa 7                                          | Mùa 7                                          | Mùa 7                                          | Mùa 7                                          | Mùa 7                                          | Mùa 7                                          | Mùa 7                                          | Mùa 7                                          | Mùa 7                                          | Mùa 7                                          | Mùa 7                                          | Mùa 7                                          | Mùa 7                                          | Mùa 7                                          | Mùa 7                                          | Mùa 7                                          | Mùa 7                                          | Mùa 7                                          | Mùa 7                                          | Mùa 7                                          | Mùa 7                                          | Mùa 7                                          | Mùa 7                                          | Mùa 7                                          | Mùa 7                                          | Mùa 7                                          | Mùa 7                                          | Mùa 7                                          | Mùa 7                                          | Mùa 7                                          | Mùa 7                                          | Mùa 7                                          | Mùa 7                                          | Mùa 8                                          | Mùa 8                                          | Mùa 8                                          | Mùa 8                                          | Mùa 8                                          | Mùa 8                                          | Mùa 8                                          | Mùa 8                                          | Mùa 8                                          | Mùa 8                                          | Mùa 8                                          | Mùa 8                                          | Mùa 8                                          | Mùa 8                                          | Mùa 8                                          | Mùa 8                                          | Mùa 8                                          | Mùa 8                                          | Mùa 8                                          | Mùa 8                                          | Mùa 8                                          | Mùa 8                                          | Mùa 8                                          | Mùa 8                                          | Mùa 8                                          | Mùa 8                                          | Mùa 8                                          | Mùa 8                                          | Mùa 9                                          | Mùa 9                                          | Mùa 9                                          | Mùa 9                                          | Mùa 9                                          | Mùa 9                                          | Mùa 9                                          | Mùa 9                                          | Mùa 9                                          | Mùa 9                                          | Mùa 9                                          | Mùa 9                                          | Mùa 9                                          | Mùa 9                                          | Mùa 9                                          | Mùa 9                                          |
| Thứ tự chiếu ban đầu                           | 1                                              | 2                                              | 3                                              | 4                                              | 5                                              | 6                                              | 7                                              | 8                                              | 9                                              | 10                                             | 11                                             | 12                                             | 13                                             | 14                                             | 15                                             | 16                                             | 17                                             | 18                                             | 19                                             | 20                                             | 21                                             | 22                                             | 23                                             | 24                                             | 25                                             | 26                                             | 27                                             | 28                                             | 29                                             | 30                                             | 31                                             | 32                                             | 33                                             | 34                                             | 35                                             | 36                                             | 37                                             | 38                                             | 39                                             | 1                                              | 2                                              | 3                                              | 4                                              | 5                                              | 6                                              | 7                                              | 8                                              | 9                                              | 10                                             | 11                                             | 12                                             | 13                                             | 14                                             | 15                                             | 16                                             | 17                                             | 18                                             | 19                                             | 20                                             | 21                                             | 22                                             | 23                                             | 24                                             | 25                                             | 26                                             | 27                                             | 28                                             | 1                                              | 2                                              | 3                                              | 4                                              | 5                                              | 6                                              | 7                                              | 8                                              | 9                                              | 10                                             | 11                                             | 12                                             | 13                                             | 14                                             | 15                                             | 16                                             |
| Thứ tự hiện tại                                | Mùa 7                                          | Mùa 7                                          | Mùa 7                                          | Mùa 7                                          | Mùa 7                                          | Mùa 7                                          | Mùa 7                                          | Mùa 7                                          | Mùa 7                                          | Mùa 7                                          | Mùa 7                                          | Mùa 7                                          | Mùa 7                                          | Mùa 7                                          | Mùa 7                                          | Mùa 7                                          | Mùa 7                                          | Mùa 7                                          | Mùa 7                                          | Mùa 7                                          | Mùa 7                                          | Mùa 7                                          | Mùa 7                                          | Mùa 7                                          | Mùa 7                                          | Mùa 7                                          | Mùa 8                                          | Mùa 8                                          | Mùa 8                                          | Mùa 8                                          | Mùa 8                                          | Mùa 8                                          | Mùa 8                                          | Mùa 8                                          | Mùa 8                                          | Mùa 8                                          | Mùa 8                                          | Mùa 8                                          | Mùa 8                                          | Mùa 8                                          | Mùa 8                                          | Mùa 8                                          | Mùa 8                                          | Mùa 8                                          | Mùa 8                                          | Mùa 8                                          | Mùa 8                                          | Mùa 8                                          | Mùa 8                                          | Mùa 8                                          | Mùa 8                                          | Mùa 8                                          | Mùa 8                                          | Mùa 9                                          | Mùa 9                                          | Mùa 9                                          | Mùa 9                                          | Mùa 9                                          | Mùa 9                                          | Mùa 9                                          | Mùa 9                                          | Mùa 9                                          | Mùa 9                                          | Mùa 9                                          | Mùa 9                                          | Mùa 9                                          | Mùa 9                                          | Mùa 10                                         | Mùa 10                                         | Mùa 10                                         | Mùa 10                                         | Mùa 10                                         | Mùa 10                                         | Mùa 10                                         | Mùa 10                                         | Mùa 10                                         | Mùa 10                                         | Mùa 10                                         | Mùa 10                                         | Mùa 10                                         | Mùa 10                                         | Mùa 10                                         | Mùa 10                                         |
| Thứ tự hiện tại                                | 1                                              | 2                                              | 3                                              | 4                                              | 5                                              | 6                                              | 7                                              | 8                                              | 9                                              | 10                                             | 11                                             | 12                                             | 13                                             | 14                                             | 15                                             | 16                                             | 17                                             | 18                                             | 19                                             | 20                                             | 21                                             | 22                                             | 23                                             | 24                                             | 25                                             | 26                                             | 1                                              | 2                                              | 3                                              | 4                                              | 5                                              | 6                                              | 7                                              | 8                                              | 9                                              | 10                                             | 11                                             | 12                                             | 13                                             | 14                                             | 15                                             | 16                                             | 17                                             | 18                                             | 19                                             | 20                                             | 21                                             | 22                                             | 23                                             | 24                                             | 25                                             | 26                                             | 27                                             | 1                                              | 2                                              | 3                                              | 4                                              | 5                                              | 6                                              | 7                                              | 8                                              | 9                                              | 10                                             | 11                                             | 12                                             | 13                                             | 14                                             | 1                                              | 2                                              | 3                                              | 4                                              | 5                                              | 6                                              | 7                                              | 8                                              | 9                                              | 10                                             | 11                                             | 12                                             | 13                                             | 14                                             | 15                                             | 16                                             |

Đối với mùa thứ 6, các tập phim được chiếu đều đặn mỗi tuần một lần. Từ tháng 11 năm 2014, chương trình được chiếu theo dạng "bom tấn", hoặc hằng ngày trong nhiều tuần liên tục. Việc thay đổi cơ chế công chiếu làm ảnh hưởng tới lịch theo dõi của một số người hâm mộ, theo như Dave Trumbore của trang Collider giả thích: "Trước đây khi [chương trình] được chiếu theo phong cách truyền thống, khán giả dễ nắm bắt được nội dung của các tập phim hoàn toàn điên loạn chứa đầy các thần thoại được kể nửa vời và rất rất nhiều sự phi tuyến tính về thời gian. Nhưng đến các mùa cuối, [khi] các tập phim ra mắt theo phong cách phân tán cốt truyện được lên lịch thành nhiều phần đặc biệt [rất dễ để bỏ sót] việc chiếu ngẫu nhiên một số tập nhất định".
Bộ phim kết thúc vào năm 2018, sau khi hoàn thành mùa thứ 10. Các lần chiếu lại được phát sóng trên kênh Boomerang và Adult Swim.

### Đánh giá
Khi ra mắt, Adventure Time được xem là một thành công của Cartoon Network. Vào tháng 3 năm 2013, thống kê chỉ ra rằng có trung bình khoảng 2 đến 3 triệu lượt xem ở mỗi tập phim. Theo báo cáo năm 2012 của Nielsen, bộ phim luôn đứng ổn định ở vị trí số một trong khung giờ phát sóng với lứa tuổi 2–14. Chương trình chiếu vào ngày 4 tháng 5 năm 2010, và nhận khoảng 2.5 triệu lượt xem. Tập phim đó được đánh giá là thành công. Theo thông cáo báo chí từ Cartoon Network, khung thời gian chiếu tập phim ghi nhận mức tăng % lượt xem tới 3 con số so với cùng kỳ năm trước. Có khoảng 1.661 triệu trẻ em trong lứa tuổi 2–11 xem bộ phim này, đánh dấu mức tăng 110 %. Phim còn nhận lượng khán giả khoảng 837,000 thiếu niên trong độ tuổi 9–14, tăng 239 % so với năm trước.
Giữa mùa thứ 2 và 6, xếp hạng của phim tiếp tục tăng; mùa 2 với lượng khán giả khoảng 2.001 triệu, gần 2.686 triệu ở mùa 3, 2.655 triệu lượt xem ở mùa thứ 4, mùa 5 với 3.435 triệu, và mùa 6 là 3.321 triệu. Mùa thứ 7 của phim lại ghi nhận sự sụt giảm rõ rệt, với chỉ khoảng 1.07 triệu lượt xem. Tương tự, mùa 8,  9 và 10 lượng khán giả chỉ còn 1.13, 0.71, và 0.77 triệu. Tập cuối bộ phim, "Come Along with Me", nhận lượng khán giả khoảng 0.92 triệu cùng 0.25 điểm Nielsen rating ở lứa tuổi 18- đến 49, đồng nghĩa với việc tập phim được xem bởi gần 0.25% trong tổng số khán giả ở độ tuổi 18 đến 49 đang xem tivi khi chương trình phát sóng.

### Truyền thông đa phương tiện và truyền hình trực tuyến
Vào ngày 27 tháng 9 năm 2011, Cartoon Network phát hành DVD khu vực 1 tựa My Two Favorite People, nội dung gồm 12 tập phim trong 2 mùa đầu tiên. Theo sau đó, tuyển tập tổng hợp các DVD vùng 1 cũng được ra mắt, bao gồm: It Came from the Nightosphere (2012), Jake vs. Me-Mow (2012), Fionna and Cake (2013), Jake the Dad (2013), The Suitor (2014), Princess Day (2014), Adventure Time and Friends (2014), Finn the Human (2014), Frost & Fire (2015), The Enchiridion (2015), Stakes (2016), Card Wars (2016), and Islands (2017). Tất cả các mùa đều đã phát hành ở dạng đĩa DVD, và 6 trong số đó được tung ra trong nước dưới định dạng Blu-ray. Một bộ box set cho toàn bộ bộ phim phát hành dạng đĩa DVD vào ngày 30 tháng 4 năm 2019.
Ngày 30 tháng 3 năm 2013, mùa đầu tiên của Adventure Time được chiếu trên dịch vụ trực tuyến Instant Watch của Netflix; mùa thứ 2 ra mắt vao 30 tháng 3 năm 2014. Cả hai mùa đều bị gỡ bỏ khỏi Netflix vào ngày 30 tháng 3 năm 2015. Loạt phim được trình chiếu trên dịch vụ xem video trực tuyến Hulu vào ngày 1 tháng 5 năm 2015.
Trong khi ở Mỹ, HBO Max là nền tảng truyền hình chủ yếu để xem miniseries Adventure Time: Distant Lands, một series spin-off đặc biệt tên "BMO" cùng lúc ra mắt ở nhiều quốc gia khác trên kênh Cartoon Network, với ngày phát sóng hầu hết trong năm 2020; ví dụ như ở Thổ Nhĩ Kỳ là 24 tháng 10, Pháp là 25 tháng 10, Anh là 21 tháng 11, Đức, Úc và Đài Loan là 12 tháng 12, và 27 tháng 12 tại Nga. Ở Hàn Quốc, ngày phát sóng là 1 tháng 1, 2021.

## Đón nhận

### Đón nhận từ giới phê bình
Entertainment Weekly staff.
Bô phim nhận nhiều đánh giá tích cực từ các nhà phê bình. Zack Handlen của The A.V. Club gọi đây là "một chương trình tuyệt vời nằm vừa vặn ở vùng giải trí màu xám giữa trẻ em và người lớn theo cái cách mà thỏa mãn mong muốn của cả cốt truyện phức tạp (ví dụ như kỳ lạ) và sự ngốc nghếch cổ điển".
Adventure Time được khen ngợi vì yếu tố mang hơi hướng các phim hoạt hình thời xưa. Trong một bài báo của tờ Los Angeles Times, nhà phê bình truyền hình Robert Lloyd so sánh bộ phim với "thể loại hoạt hình được làm khi phim hoạt hình mới ra đời và nhẹ nhàng thổi sự sống động vào trong mọi thứ". Robert Mclaughlin của Den of Geek bộc lộ cảm xúc tương tự khi viết Adventure Time "là phim hoạt hình đầu tiên sau một thời gian dài được làm từ chất liệu thuần tưởng tượng". Ông đánh giá cao bộ phim vì "không quá lệ thuộc trong việc dùng chất liệu sáng tác từ văn hóa phổ biến hiện tại". Eric Kohn của IndieWire nói rằng bộ phim "đại diện cho sự phát triển của chất liệu [hoạt hình]" trong thập niên hiện tại.
Nhiều bài phê bình đã so sánh một cách tích cực bộ phim cùng tác giả với các tác phẩm và nhân vật nổi bật đương đại. Năm 2013, Darren Franich từ Entertainment Weekly gọi bộ phim "một sự kết hợp của các thể loại khoa học giả tưởng/lỳ ảo/kinh dị/âm nhạc/thần tiên, mang ẩm hưởng của Calvin and Hobbes, Hayao Miyazaki, Final Fantasy, Richard Linklater, Where the Wild Things Are, cùng video âm nhạc mà bạn làm với nhóm nhạc ga-ra cấp ba của mình". Emily Nussbaum từ The New Yorker khen ngợi cách tiếp cận độc đáo của Adventure Time tới khía cạnh cảm xúc, hài hước, và triết học bằng cách liên hệ chúng với "World of Warcraft theo như tóm tắt của Carl Jung". Zack Handlen của The A.V. Club kết luận phim là những gì sẽ xảy ra nếu bạn nhờ một đám nhóc 12 tuổi làm phim hoạt hình, nhưng đó lại chỉ khi tất cả chúng đều là thần đồng vùng một vài trong số đó là Stan Lee và Jack Kirby với anh em nhà Marx".
Adventure Time được đánh giá cao khi sẵn sàng đào sâu vào các vấn đề đen tối, đau khổ và phức tạp. Kohn khen ngợi việc "chơi đùa với những chủ đề vô cùng đau buồn". Tiểu thuyết gia Lev Grossman, trong cuộc phỏng vấn với NPR, đánh giá cao quá khứ của Vua Băng và những khám phá về tình trạng của nhân vật này ở mùa thứ 3 trong tập phim "Holly Jolly Secrets", tập "I Remember You" mùa 4, và tập phim "Simon & Marcy" mùa 5, nhấn mạnh nguồn gốc của nhân vật này là "hợp lý về mặt tâm thần". Grossman ca tụng cách mà bộ phim nắm bắt được vấn đề về bệnh tâm thần, nói rằng: "Nó gây ảnh hưởng rất lớn. Cha tôi đang phải chống chọi với bệnh Alzheimer, và ông ấy đã quên hầu như mình từng là một người như thế nào. Và tôi nhìn ông và nghĩ đây là một phim hoạt hình về việc cha mình đang chết dần". Các nhà phê bình nhận định bộ phim dần lớn lên và trưởng thành theo thời gian. Ví dụ như trong bài đánh giá mùa 4, Mike LeChevallier của tạp chí Slant tán thưởng sự "trưởng thành" của phim cùng với những nhân vật trong đó. Ông kết luận bộ phim có "rất ít lỗi" và cho mùa 4 đạt 3.5 trên 4 sao.
Bộ phim lọt vào một số danh sách chọn lọc. Entertainment Weekly xếp hạng phim đứng thứ 20 (trong tổng số 25) danh sách "Các phim hoạt hình vĩ đại nhất". Tương tự, The A.V. Club, khi liệt kê danh sách "các phim hoạt hình hay nhất mọi thời đại", đã gọi bộ phim này là "một trong những phim hoạt hình độc nhất đang được phát sóng".
Phim còn nhận một số phê bình khác. LeChevallier, ngược lại với hầu hết các đánh giá tích cực cho mùa 3 của tạp chí Slant, viết rằng "định dạng ngắn [của phim] làm thiếu mất một số yếu tố cảm xúc", và rằng đây là điều không thể tránh khỏi cho bộ phim với mỗi tập ngắn như vậy. Nhà nghiên cứu độc lập và cũng là nhà phê bình David Perlmutter, mặc dù khen ngợi phần lồng tiếng và khả năng vượt lên trên nội dung gốc của phim, tranh luận việc phim dao động qua lại giữa yếu tố hài hước nặng và nhẹ chỉ rõ ra rằng Cartoon Network đang "không xác định được phương hướng để theo đuổi". Ông ghi chú rằng "mặc dù một số tập phim của [Adventure Time] rất tốt, nhưng những tập khác lại gây cảm giác khó hiểu".:346 Tạp chí Metro dẫn chứng các thành phần của phim như hoàn cách đáng sợ, thỉnh thoảng mang sắc thái người lớn, và việc sử dụng ẩn ý là lí do khiến các bậc phụ huynh có thể không muốn con mình xem phim hoạt hình này.

### Ảnh hưởng đến nền công nghiệp hoạt hình
Một số cựu họa sĩ biên kịch và thành viên đoàn làm phim của Adventure Time đã đứng ra tự sáng tác các sản phẩm của riêng mình, trong đó có Pat McHale (cựu biên kịch, họa sĩ vẽ bảng phân cảnh, và đạo diễn sáng tạo với tác phẩm Over the Garden Wall), Rebecca Sugar (cựu họa sĩ phân cảnh với bộ phim hoạt hình Steven Universe), Ian Jones-Quartey (cựu cốt truyện chỉnh sửa viên và giám sát đã tạo ra OK K.O.! Let's Be Heroes), Skyler Page (cựu họa sĩ biên kịch với Clarence), Julia Pott (cựu biên kịch với tác phẩm Summer Camp Island), Kent Osborne (cựu trưởng nhóm biên soạn với Cat Agent),, và Elizabeth Ito (cựu họa sĩ biên kịch và đạo diễn giám sát với bộ phim City of Ghosts trên Netflix).
Heidi MacDonald của Slate tranh luận rằng việc "trinh sát" các tác giả thể loại tiểu thuyết viễn chinh của Adventure Time (cùng các bộ phim khác của Cartoon Network và Nickelodeon) đã dẫn tới một cuộc "đào vàng" ở mảng hoạt hình, nơi các hãng phim chủ động tìm kiếm những tài năng ẩn-dưới-ra-đa cho sản phẩm của mình, với bài viết của cô phỏng đoán "tác giả hoạt hình yêu thích của bạn có thể đang biên soạn nội dung cho Adventure Time". MacDonald còn chỉ ra rằng Adventure Time đã ảnh hưởng đến sắc thái của tiểu thuyết hiện đại, với ghi chú:
Bất cứ khi nào, dạo quanh các triển lãm [truyện tiểu thuyết] như SPX, tôi đều nhận thấy hơi hướng của Adventure Time trong rất nhiều các buổi giới thiệu tiểu thuyết đang ra mắt: Nơi các họa sĩ hoạt hình trẻ tạo dựng hình tượng nhân vật nam u buồn tự huyễn dựa theo mô típ truyền thống của Daniel Clowes hay Chris Ware với số lượng áp đảo, nhiều quầy vào thời gian đó trưng bày các tác phẩm kỳ ảo với nhân vật nhiều màu sắc và sáng tạo ra một thế giới chủ yếu toàn động vật biết nói. Điều này không bất ngờ khi mà các thế hệ làm hoạt hình sau này bị ảnh hưởng lớn bởi phong cách mĩ thuật của Adventure Time. Một tác giả 20 tuổi hiện tại có thể đã từng xem bộ phim từ khi mới 15 tuổi.
Trong cuộc phỏng vấn với tạp chí Paste, Rebecca Sugar giải thích rằng bằng cách làm việc với Adventure Time và kết nối với các họa sĩ tiểu thuyết viễn chinh underground từng làm việc với bộ phim (như Ward, McHale vàMuto) đã tạo bước ngoặt thay đổi một cách sáng tạo, nhất là khi họ bảo cô tự do làm điều mình muốn làm khi vẽ truyện tranh và không cần ngần ngại thứ gì hết. Cô cho rằng rất nhiều sản phẩm sau này được phát triển dựa trên nguồn cảm hứng mà phim tạo ra khi "tập trung vào họa sĩ" hơn và cho phép từng người họ có tiếng nói lớn hơn trong quá trình đạo diễn tập phim.

### Quan tâm từ giới học thuật
Adventure Time thu hút sự quan tâm từ giới học thuật vì cách trình bày về giới tính và thể hiện giới tính. Emma A. Jane, nhà nghiên cứu ở Đại học New South Wales tại Sydney, Australia, nói rằng hai nhân vật chính là nam, và rất nhiều tập phim có sự xuất hiện của họ với hành vi bạo lực để cứu các công chúa, nhưng "Finn và Jake chỉ là một phần trong dàn nhân vật đa dạng trải đều phim khiến cho nội dung bứt ra khỏi khuôn mẫu thường thấy về các vấn đề liên quan tới giới tính". Cô nói bộ phim này chứa "số lượng nhân vật nam và nữ ngang nhau trong tất cả các vai trò như chính diện, phản diện hoặc vai phụ"; gồm cả những nhân vật không có giới tính cố định; sử dụng "'các yếu tố thiết kế' giới tính" như mi mắt và kiểu tóc thay vì dùng giới tính; phân bố đồng đều các dấu hiệu đó bất kể giới tính; tìm thấy những đặc quyền, gia đình nhận nuôi hay đại gia đình; tiếp cận vấn đề giới tính theo cách nhìn nhận rằng đó là một thứ Phi nhị nguyên giới#Linh hoạt giớilinh hoạt, và mang các thành phần của vấn đề về queer và người chuyển giới. Carolyn Leslie, viết trong tạp chí Screen, đồng ý rằng, "dù có 2 nhân vật chính là nam, Adventure Time đặc biệt mạnh khi đặt vấn đề để thử thách các định kiến khuôn mẫu về giới tính". Cô dùng Công chúa kẹo cao su, BMO, cùng Fionna và Cake như là những dẫn chứng cho các nhân vật từ chối bị phân loại và giới tính hóa.
Quyển sách nghiêm túc đầu tiên nghiên cứu về phim hoạt hình này là Adventure Time and Philosophy (2015). Xuất bản bởi Open Court Publishing Company, nghiên cứu này xem xét Adventure Time từ nhiều khía cạnh, sử dụng bộ phim như một phương thức để khám phá các ý kiến triết lý khác nhau. Vào tháng 7 năm 2020, học giả độc lập Paul Thomas phát hành quyển sách tựa Exploring the Land of Ooo. Bên cạnh việc giải thích quá trình sản xuất phim, cuốn sách còn đề cập tới trình độ kể chuyện của tác phẩm, lối retcon sáng tạo của phim, cùng cách truyền tụng lại monomyth (hành trình của anh hùng) của bộ phim.

### Khán giả hâm mộ

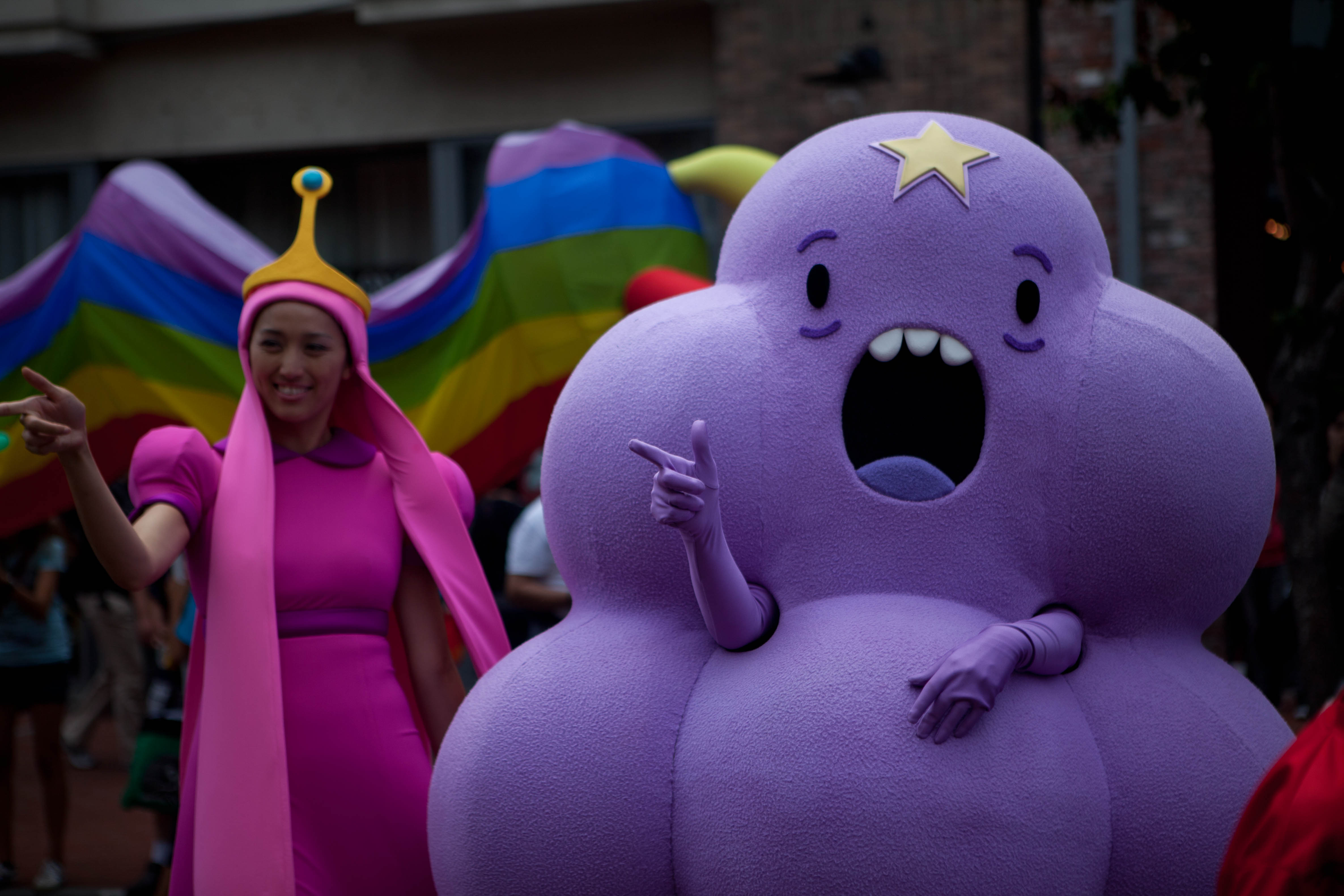
Khán giả hâm mộ Adventure Time cosplay thành Công chúa kẹo cao su (trái) và Công chúa bướu (phải)

Từ khi ra mắt, Adventure Time đã thu hút được lượng lớn khán giả hâm mộ ở nhiều độ tuổi khác nhau; theo nhà phê bình Noel Murray từ A.V. Club, người xem bị hấp dẫn bởi "sự hài hước ngốc nghếch của bộ phim, cốt truyện giàu trí tưởng tượng, và một thế giới vô vùng phong phú". Trong khi bộ phim thường bị mô tả là có hẳn một nhóm giáo phái tín đồ, Eric Kohn của IndieWire nói rằng phim hoạt hình này "dần trở thành một trong những hiện tượng truyền hình lớn nhất của thập niên". Theo Alex Heigl từ tạp chí People, "cộng đồng người hâm mộ của phim lại đặc biệt nghiện internet nữa, với hội nhóm khổng lồ trên Reddit, Imgur và Tumblr, họ thường xuyên nhiệt tình trao đổi hình GIF, fan art và giả thuyết với nhau". Năm 2016, một nghiên cứu của The New York Times về 50 chương trình TV có lượng thích nhiều nhất cho thấy Adventure Time "là chương trình truyền hình nổi tiếng nhất trong giới trẻ —với hơn ⅔ lượt 'thích' từ khán giả [ở độ tuổi] 18–24".
Phim thịnh hành ở các hội chợ triển lãm cho người hâm mộ, ví dụ như San Diego Comic-Con. Phóng viên Emma-Lee Moss nói rằng, "Lịch trình Comic-Con năm nay [2014] phản ánh sự thành công của Adventure Time, với nhiều buổi screenings [cũng như] buổi đọc thoại của các diễn viên lồng tiếng tài năng trong phim". Bộ phim còn được ưa chuộng bởi giới cosplayer, hoặc nghệ sĩ đường phố, những người ăn mặc và mang theo phụ kiện để hóa thân thành các nhân vật trong vũ trụ Adventure Time. Moss viết, "Nhìn vào đám đông, ta có thể dễ dàng bắt gặp chiếc áo màu xanh lam cùng chiếc mũ trắng đặc trưng [của Finn] được hàng trăm Cosplayer sử dụng, nam lẫn nữ". Trong một lần phỏng vẫn, Olivia Olson (diễn viên lồng tiếng cho Marceline) nói rằng, "Thực sự, ở bất kỳ đâu bạn nhìn, bất kỳ đâu trong tầm mắt, bạn sẽ bắt gặp ít nhất 2 người vận đồ như Finn. Điều này thật điên rồ".

## Truyền thông

### Truyện tranh

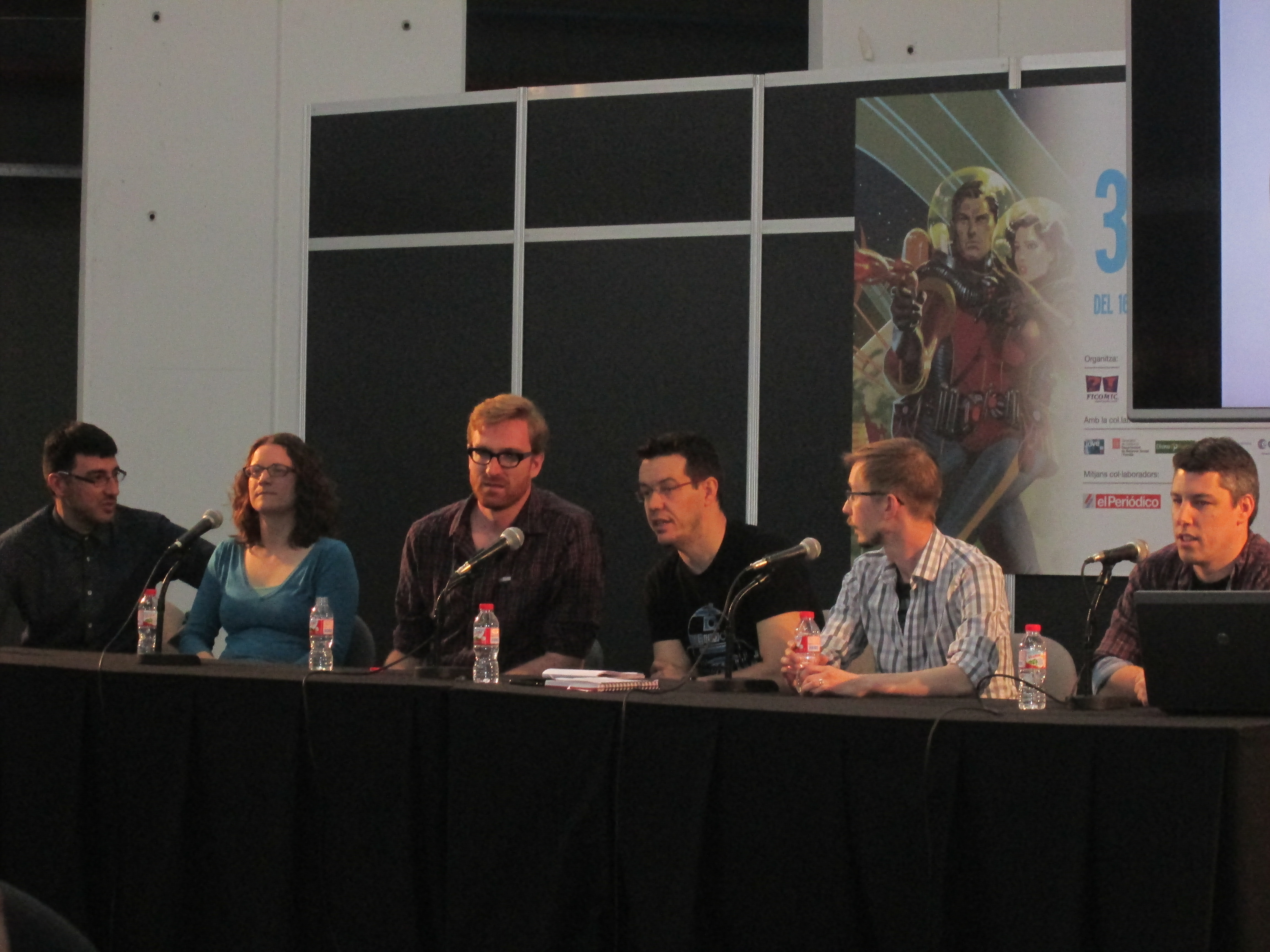
Ryan North (thứ ba từ trái sang) cùng với nhóm biên soạn truyện Adventure Time năm 2015

Vào ngày 19 tháng 11 năm 2011, KaBoom! Studios thông báo kế hoạch xuất bản bộ truyện tranh Adventure Time sáng tác bởi tác giả web comic độc lập là Ryan North, tác giả bộ truyện Dinosaur Comics. Bộ truyện phát hành vào ngày 8 tháng 2 năm 2012, cùng phần minh họa của Shelli Paroline và Braden Lamb. Tháng 10 năm 2014, có một thông tin tiết lộ việc North đã rời nhóm sản xuất sau 3 năm cộng tác. Vai trò của ông được chuyển sang cho Christopher Hastings, tác giả của The Adventures of Dr. McNinja. Bộ truyện kết thúc vào tháng 4 năm 2018 với số thứ 75, tập truyện mà North đã quay lại làm đồng tác giả.
Sau sự thành công của bộ truyện ban đầu, nhiều bộ mini spin-off đã ra đời. Một trong số đó nằm ở danh sách dưới đây:
| Tựa đề                                          | Tác giả                    | Ngày phát hành    | Ngày kết thúc     | Số tập | Ref.            |
| ----------------------------------------------- | -------------------------- | ----------------- | ----------------- | ------ | --------------- |
| Adventure Time: Marceline and the Scream Queens | Meredith Gran              | 11 tháng 7, 2012  | 12 tháng 12, 2012 | 6      | [ 194 ]         |
| Adventure Time with Fionna & Cake               | Natasha Allegri            | 2 tháng 1, 2013   | 3 tháng 6, 2013   | 6      | [ 195 ]         |
| Candy Capers                                    | Ananth Panagariya Yuko Ota | 10 tháng 7, 2013  | 11 tháng 12, 2013 | 6      | [ 196 ]         |
| Flip Side                                       | Colleen Coover Paul Tobin  | 8 tháng 1, 2014   | 4 tháng 6, 2014   | 6      | [ 197 ]         |
| Banana Guard Academy                            | Kent Osborne               | 9 tháng 7, 2014   | 7 tháng 12, 2014  | 6      | [ 198 ] [ 199 ] |
| Adventure Time: Marceline Gone Adrift           | Meredith Gran              | 14 tháng 1, 2015  | 10 tháng 6, 2015  | 6      | [ 200 ] [ 201 ] |
| Adventure Time with Fionna and Cake: Card Wars  | Jen Wang                   | 15 tháng 7, 2015  | 16 tháng 12, 2015 | 6      | [ 202 ] [ 203 ] |
| Adventure Time: Ice King                        | Emily Partridge            | 20 tháng , 2016   | 15 tháng 6, 2016  | 6      | [ 204 ] [ 205 ] |
| Adventure Time/Regular Show                     | Conor McCreery             | 2 tháng 8, 2017   | 10 tháng 1, 2018  | 6      | [ 206 ] [ 207 ] |
| Adventure Time Season 11                        | Ted Anderson               | 24 tháng 10, 2018 | 27 tháng 3, 2019  | 6      | [ m ]           |
| Adventure Time: Marcy & Simon                   | Olivia Olson               | 16 tháng 1, 2019  | 19 tháng 6, 2019  | 6      | [ 212 ]         |

Một dòng truyện tranh khác, với tên gọi chính thức là tiểu thuyết hình ảnh, cũng được xuất bản. Các quyển sách trong đó gồm:
| Tựa đề                     | Tác giả                     | Ngày phát hành    | Ref.    |
| -------------------------- | --------------------------- | ----------------- | ------- |
| Playing with Fire          | Danielle Corsetto           | 11 tháng 7, 2012  | [ 213 ] |
| Pixel Princesses           | Danielle Corsetto           | 6 tháng 11, 2013  | [ 214 ] |
| Seeing Red                 | Kate Leth                   | 5 tháng 3, 2014   | [ 215 ] |
| Bitter Sweets              | Kate Leth                   | 5 tháng 11, 2014  | [ 216 ] |
| Graybles Schmaybles        | Danielle Corsetto           | 1 tháng 4, 2015   | [ 217 ] |
| Masked Mayhem              | Kate Leth Meredith McClaren | 11 tháng 11, 2015 | [ 218 ] |
| The Four Castles           | Josh Trujillo               | 4 tháng 5, 2016   | [ 219 ] |
| President Bubblegum        | Josh Trujillo               | 27 tháng 9, 2016  | [ 220 ] |
| Brain Robbers              | Josh Trujillo               | 27 tháng 3, 2017  | [ 221 ] |
| The Ooorient Express       | Jeremy Sorese               | 18 tháng 7, 2017  | [ 222 ] |
| Princess & Princess        | Jeremy Sorese               | January 24, 2018  | [ 223 ] |
| Thunder Road               | Jeremy Sorese               | 13 tháng 6, 2018  | [ 224 ] |
| Marceline the Pirate Queen | Leah Williams               | 26 tháng 2, 2019  | [ 225 ] |

### Các tác phẩm khác
Các cuốn sách khác mang chủ đề Adventure Time cũng được xuất bản. The Adventure Time Encyclopaedia, phát hành ngày 22 tháng 7 năm 2013, sáng tác bởi hài kịch gia Martin Olson, cha của Olivia Olson và cũng là diễn viên của nhân vật Hunson Abadeer. Theo sau đó là Adventure Time: The Enchiridion & Marcy's Super Secret Scrapbook!!!, xuất bản vào ngày 6 tháng 10 năm 2015. Do Martin cùng Olivia Olson sáng tác, truyện được giới thiệu là một sự kết hợp của quyển sách Enchiridion nhật ký bí mật của Marceline. Một quyển Art of ... chính thức, tựa The Art of Ooo được xuất bản vào ngày 14 tháng 10 năm 2014. Nội dung gồm các buổi phỏng vấn với dàn diễn viên lồng tiếng và thành viên đoàn sản xuất, cùng phần giới thiệu mở đầu của nhà làm phim Guillermo del Toro. Hai tập truyện cùng bộ sưu tập title card của phim đồng thời ra mắt, cũng như một quyển sách dạy nấu ăn với công thức lấy cảm hứng từ bộ phim, và một loạt các tiểu thuyết văn học xuất bản với tiêu đề "Epic Tales from Adventure Time" (gồm The Untamed Scoundrel, Queen of Rogues, The Lonesome Outlaw, và The Virtue of Ardor, tất cả đề phát hành dưới biệt hiệu "T. T. MacDangereuse").

### Trò chơi điện tử
Bộ phim còn góp phần sản sinh ra nhiều trò chơi điện tử nổi tiếng. Trò chơi đầu tiên dựa theo hoạt hình này, Adventure Time: Hey Ice King! Why'd You Steal Our Garbage?!!, được chính Pendleton Ward thông báo trên tài khoản Twitter của mình vào tháng 3 năm 2012. Trò chơi được phát triển bởi WayForward Technologies cho Nintendo DS và Nintendo 3DS, do D3 Publisher phát hành vào ngày 20 tháng 11 năm 2012. Một năm sau, trò chơi Adventure Time: Explore the Dungeon Because I Don't Know!, với nội dung kể về hành trình của Finn và Jake khi họ tìm cách "cứu Vương quốc kẹo bằng việc khám phá Ngục tối hoàng gia bí mật nằm bên dưới xứ Ooo", ra mắt vào tháng 11 năm 2013. Ngày 18 tháng 11 năm 2014, Adventure Time: The Secret of the Nameless Kingdom cho Nintendo 3DS, Xbox 360, PlayStation 3, PlayStation Vita, và Microsoft Windows được phát hành. Vào tháng 10 năm 2015, trò chơi điện tử lớn thứ tư của Adventure Time, tựa Finn & Jake Investigations, ra mắt cho 3DS, Windows và các hệ máy chơi game khác. Đây cũng là lần đầu tiên trò chơi chuyển thể phát triển hoàn toàn dùng đồ họa 3D. Một trò chơi khác, Adventure Time: Pirates of the Enchiridion, dành cho PlayStation 4, Nintendo Switch, Windows, và Xbox One phát hành vào tháng 7 năm 2018. Trò chơi do Outright Games tung ra, phát triển bởi Climax Studios, với sự tham gia của toàn bộ dàn diễn viên lồng tiếng trong phim. Trò chơi này đã giành giải ở hạng mục "Diễn xuất, Vai chính" cho John DiMaggio ở lễ trao giải National Academy of Video Game Trade Reviewers Awards, với đồng đề cử là Jeremy Shada.
Nhiều trò chơi nhỏ khác cũng được phát hành. Một vài trong số đó, bao gồm Legends of Ooo, Fionna Fights, Beemo – Adventure Time, và Ski Safari: Adventure Time, ra mắt trên ứng dụng iOS App Store. Một tựa game khác, Finn & Jake's Quest, được phát hành vào ngày 11 tháng 4 năm 2014, trên Steam. Cartoon Network còn phát hành game đấu trường online nhiều người chơi (MOBA)  tựa Adventure Time: Battle Party trên trang web chính thức của Cartoon Network, vào ngày 23 tháng 6 năm 2014. Tháng 4 năm 2015, hai bản nội dung phát hành của LittleBigPlanet 3 trên PlayStation 3 và PlayStation 4 ra mắt; một chứa các bộ trang phục Adventure Time, trong khi cái còn lại là trang bị nâng cấp với thiết kế, miếng dán, âm nhạc và đồ đạc, cảnh nền cùng bộ trang phục tặng kèm Fionna. Một trò chơi thực tế ảo (VR) tựa Adventure Time: Magic Man's Head Games phát hành cho Oculus Rift, HTC Vive, và PlayStation VR. Trò chơi  VR thứ hai, tựa Adventure Time: I See Ooo, ra mắt ngày 29 tháng 11 năm 2016. Cùng tháng đó, các nhân vật Adventure Time được thêm vào trò chơi Lego Dimensions. Finn và Jake trở thành nhân vật được phép lựa chọn trong Cartoon Network: Battle Crashers phát hành cho Nintendo 3DS, PlayStation 4, Xbox One vào ngày 8 tháng 11 năm 2016 và the Nintendo Switch vào ngày 31 tháng 10 năm 2017.

### Phim điện ảnh đề xuất
Vào tháng 2 năm 2015, thông tin về phim điện ảnh Adventure Time do Cartoon Network Studios, Frederator Films, Vertigo Entertainment, và Warner Animation Group phối hợp sản xuất được tiết lộ. Theo nguồn tin này, phim sẽ do chính Pendleton Ward đạo diễn và viết kịch bản, chịu trách nhiệm sản xuất là Roy Lee cùng Chris McKay. Vào tháng 10 năm 2015, nhà sản xuất của phim hoạt hình Adam Muto xác nhận rằng tác giả Pendleton Ward đang "làm việc với phần đầu" cho phim, nhưng "không có gì chính thức hết". Ngày 22 tháng 7 năm 2018, Muto lại lưu ý rằng "phim điện ảnh [Adventure Time] chưa bao giờ được chính thức công bố". Ngày 31 tháng 8 năm 2018, Muto nói rằng phần kết của phim hoạt hình sẽ không ảnh hưởng gì tới khả năng ra đời của phim, hay trực tiếp dẫn dắt người xem tới phim điện ảnh. Ông cũng lưu ý rằng "tất cả những giai thoại hay thứ khác trong hoạt hình sẽ không có ích gì đối với khán giả mới xem phim lần đầu", gợi ý rằng phim sẽ phải có tính độc lập về nội dung để có thể thành công.

### Xuất hiện ở những lĩnh vực khác
Đây là một danh sách chưa hoàn tất, và có thể sẽ không bao giờ thỏa mãn yêu cầu hoàn tất. Bạn có thể đóng góp bằng cách mở rộng nó bằng các thông tin đáng tin cậy.
Rất nhiều các sản phẩm đăng ký bản quyền liên quan—bao gồm mô hình, đồ chơi nhập vai, ra trai giường, bát đĩa, cùng nhiều vật dụng khác—được tung ra. Kể từ khi mức độ phổ biến của loạt phim tăng mạnh, nhiều áo phông họa tiết đã được cấp phép chính thức thông qua các nhà bán lẻ quần áo nổi tiếng. Pendleton Ward mở một cuộc thi thiết kế áo thun trên trang web của We Love Fine và Threadless. Một số loại áo khác có thể được mua trực tiếp từ cửa hàng của Cartoon Network. Một trò chơi thẻ sưu tập tên Card Wars, lấy cảm hứng từ tập phim cùng tên trong mùa thứ 4, cũng đã ra mắt. Vào ngày 11 tháng 3 năm 2016, một thông báo của Lego trên Lego Ideas rằng một bộ đồ chơi Lego Adventure Time chính thức từ ý tưởng của một người dùng trên mạng, "aBetterMonkey", đã vượt qua vòng bỏ phiếu và được chấp thuận để hợp tác sản xuất cùng Cartoon Network. Bộ đồ chơi này sau đó đã phát hành vào tháng 1 năm 2017.
Vào ngày 21 tháng 7 năm 2013, đường sắt cao tốc Đài Loan và chi nhánh Cartoon Network tại Đài Loan phối hợp làm việc với dự án tên "Cartoon Express" (tiếng Hoa: 歡樂卡通列車). Toàn bộ đoàn tàu được trang trí với các nhân vật trong nhiều chương trình của Cartoon Network (bao gồm The Amazing World of Gumball, The Powerpuff Girls, Ben 10, và Regular Show), với hai bên hông tàu được sơn hình Finn và Jake. Xuyên suốt dự án, đoàn tàu đã thực hiện hơn 1400 chuyến cùng lượng hành khách tổng cộng hơn 1.3 triệu lượt. Khi dự án gần kết thúc, công ty vận hành đường sắt cao tốc Đài Loan còn bán bưu thiếp như quà lưu niệm từ ngày 23 tháng 8 năm năm 2014, và cuối cùng dự án cũng kết thúc vào ngày 9 tháng  năm 2014. Ngoài ra, Cartoon Network còn khánh thành một công viên nước tên Cartoon Network Amazone ở Chonburi, Thái Lan; mở cửa từ ngày 3 tháng 10 năm 2014. Để quảng bá công viên nước, hãng hàng không Thai Smile đã trang trí hình Finn, Jake, Công chúa kẹo cao su và Marceline trên một số mẫu máy bay.

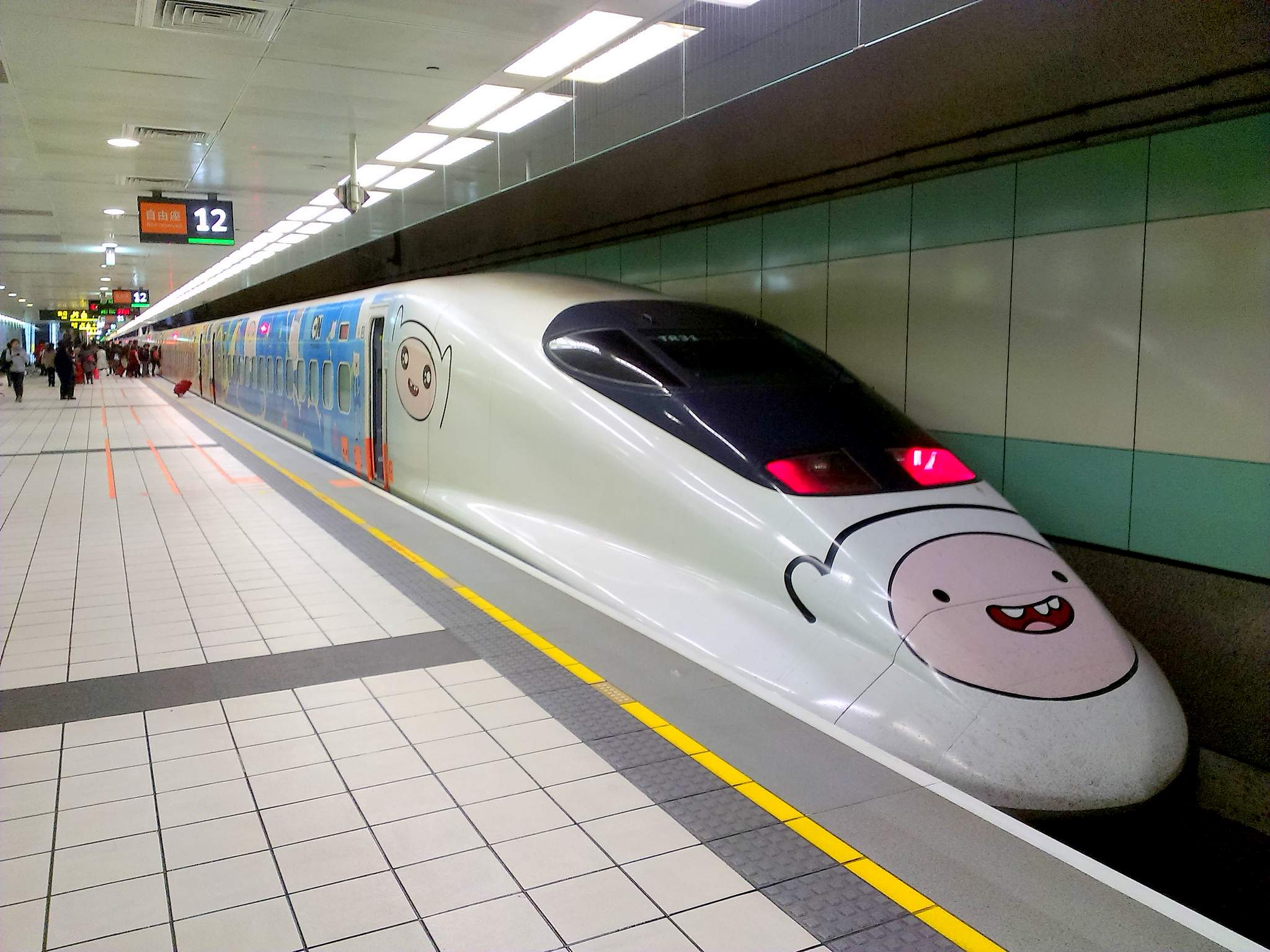
Đoàn tàu Finn chụp ở Ga đường sắt cao tốc Đào Viên, Đài Loan(2014)
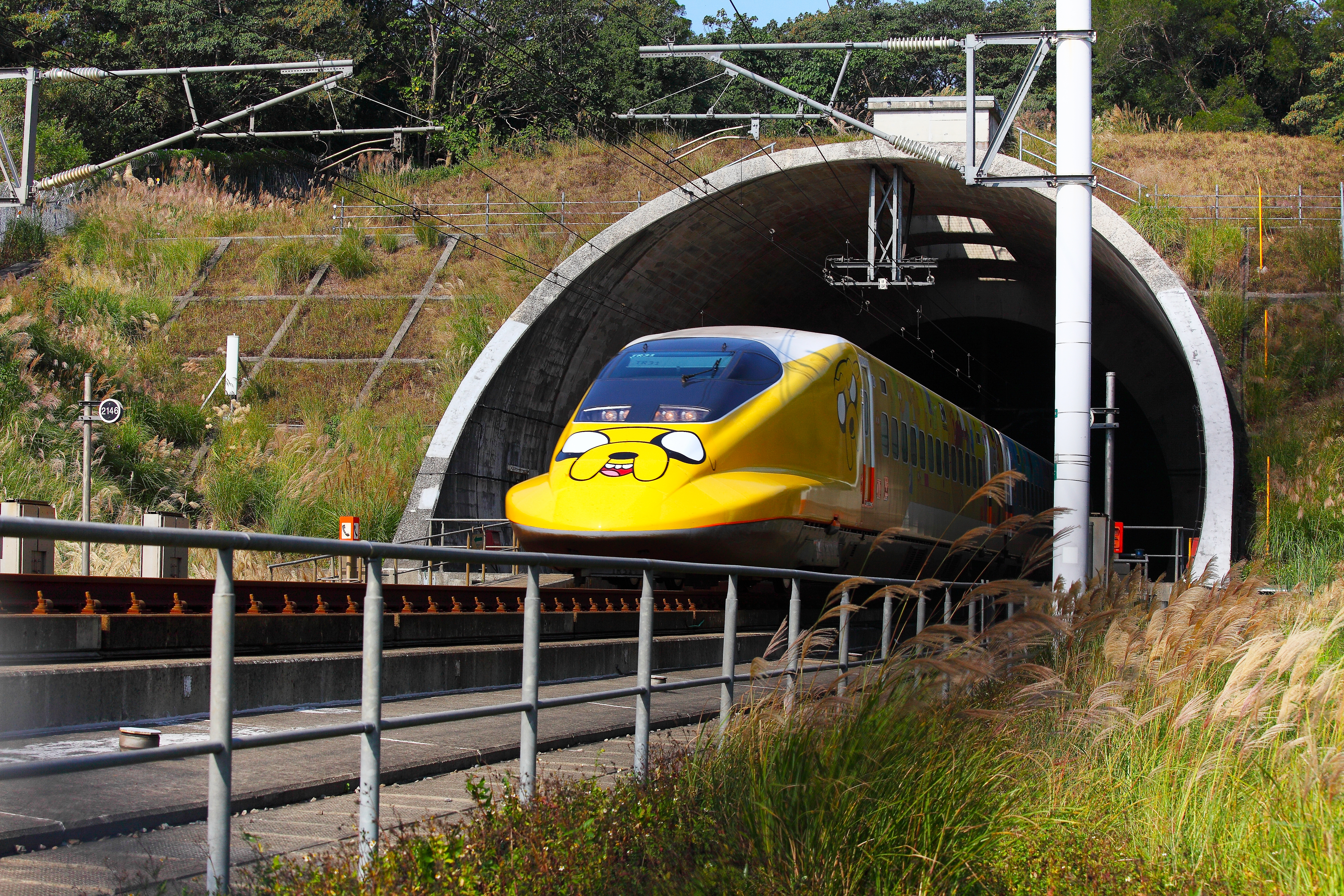
Hình chụp đoàn tàu Jake tại Tân Phố, Tân Trúc gần tuyến đường sắt (2013)
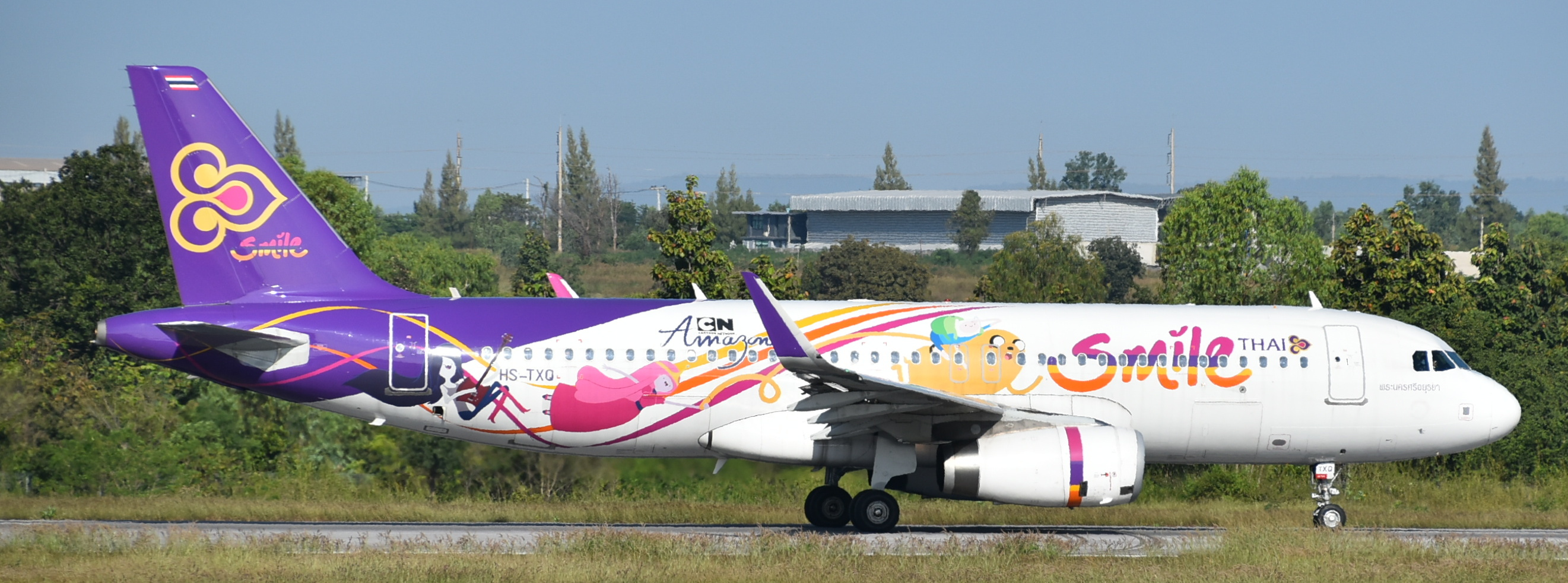
Chiếc Airbus A320 (SL) tại Khon Kaen, Thái Lan (2016)

"Leela and the Genestalk", tập phim trong mùa thứ 7 của Futurama trên kênh Comedy Central, có sự xuất hiện của nhân vật khách mời Finn và Jake, với DiMaggio (diễn viên lồng tiếng cho Bender trong Futurama) trở lại lồng tiếng cho nhân vật Jake của mình. Tương tự, mùa thứ 28 của The Simpsons trên kênh Fox, tựa "Monty Burns' Fleeing Circus", có cảnh couch gag nhại lại cảnh tiêu đề của Adventure Time, hoàn chỉnh với phần trình bày ca khúc chủ đề Adventure Time của chính Pendleton Ward. Theo Al Jean, nhà điều phối sản xuất của The Simpsons, "[Cảnh ghế sofa] là đứa con tinh thần của Mike Anderson, đạo diễn giám sát của chúng tôi ... Nó là một crossover rất trau chuốt và tuyệt vời".
Trong một talk show tiếng Bồ Đào Nha 5 Para A Meia-Noite, diễn viên hài Eduardo Madeira, trong vai người đối lập Osório, đã sử dụng Công chúa kẹo cao su và Marceline để nói khoáy các thí sinh Bồ Đào Nha tham gia Eurovision Song Contest 2018, Cláudia Pascoal và Isaura.

### Chú giải
1. ↑  Larry Leichliter đạo diễn phim cho đến tập "Bad Little Boy" của mùa thứ 5. Sau tập phim đó, vai trò được đổi thành "đạo diễn giám sát",[5] và những người sau đây lần lượt đảm nhiệm vai trò này: Nate Cash (mùa 5), Adam Muto (mùa 5–9), Elizabeth Ito (mùa 5–9), Kent Osborne (mùa 6), Andres Salaff (mùa 6–8), Cole Sanchez (mùa 6, 8–10), và Diana Lafyatis (mùa 10). Đạo diễn khách mời bao gồm: David OReilly ("A Glitch Is a Glitch"), Masaaki Yuasa ("Food Chain"), David Ferguson ("Water Park Prank"), và Kristen Lepore ("Bad Jubies"). Từ mùa đầu tiên, bộ phim đã có đạo diễn nghệ thuật; Nick Jennings (mùa 1–6) cùng Sandra Lee (mùa 6–10).
2. 1 2  Mùa 1–2.
3. ↑  Mùa 2–3.
4. 1 2  Mùa 3–5.
5. ↑  282 tập phim, cùng 1 tập đặc biệt. 10 tập phim ngắn (i.e., chỉ gần 2 phút mỗi tập) được sản xuất.
6. ↑  Mùa 1.
7. ↑  Mùa 3–10.
8. ↑  Mùa 7–10.
9. ↑  Ở mùa đầu tiên, bộ phim thường được gọi với tựa đề Adventure Time with Finn & Jake[7] bởi vì nhà sản xuất không chắc liệu mình có thể đăng ký bản quyền tựa đề đơn giản hơn hơn Adventure Time hay không.[8]
10. 1 2  Tên nguyên gốc tiếng Anh là Finn the Human, hay còn biết đến với cái tên Finn Mertens. Tiếng Việt gọi đơn giản là Finn.
11. ↑  Tên nguyên gốc tiếng Anh là Jake the Dog. Tiếng Việt gọi đơn giản là Jake.
12. ↑  Dự kiến có tổng cộng 12 số phát hành, nhưng dự án bị hủy sau số thứ 6.[208][209]
13. ↑  Cốt truyện diễn ra sau phần cuối của phim; không hề có thành viên nào của nhóm sản xuất ban đầu tham gia, do đó tác phẩm này được xem là non-canon (không thuộc cốt truyện gốc)[210][211]
14. ↑  đây là cảnh đầu của bộ phim, khi cả nhà Simpson lao vào chiếc ghế sofa đặt trước tivi